# Église Saint-Ambroise de Paris
Pour les articles homonymes, voir Église Saint-Ambroise.
L'église Saint-Ambroise est une église du 11e arrondissement de Paris, nommée en l'honneur de saint Ambroise.
Elle a donné son nom au quartier Saint-Ambroise. Le site est desservi par la station de métro Saint-Ambroise.

## Histoire

### Première église

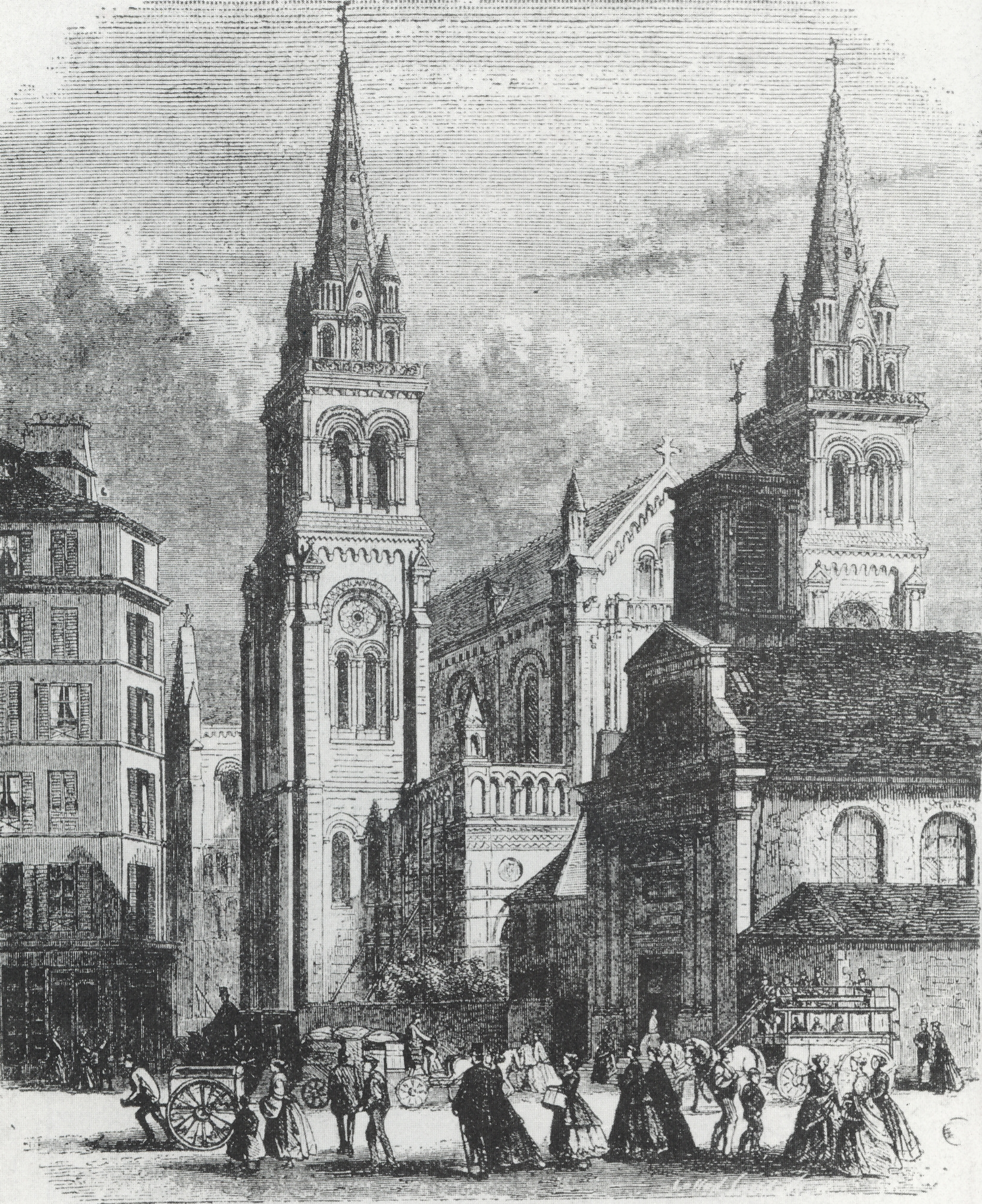
La première église St-Ambroise en 1868 devant l'église Notre-Dame de la Procession ; on remarque que les deux églises ont coexisté pendant quelque temps.

Une première chapelle est construite en 1659 par les religieuses du couvent des Annonciades de Popincourt, installées rue Popincourt depuis 1636. Les religieuses quittent le couvent en 1782 et deux rues sont tracées à l'emplacement de leur couvent en 1783 (rue Saint-Ambroise et rue de Beauharnais, supprimée en 1818). Devenue bien national, la chapelle est vendue le 2 prairial an V (21 mai 1797). Elle devient toutefois succursale de la paroisse Sainte-Marguerite en 1802. Rachetée par la Ville de Paris le 31 août 1811, elle est restaurée et agrandie par Étienne-Hippolyte Godde. Elle est bénite le 15 novembre 1818.
Contrairement à l'orientation classique des églises, cette première église Saint-Ambroise, appelée Notre-Dame de la Procession, était globalement orientée nord-sud, dans l'axe de la rue Popincourt. Elle était cernée par des bâtiments à l'ouest et au sud.
Elle est détruite lors du percement du boulevard du Prince Eugène, rebaptisé en 1870 boulevard Voltaire. Le square Saint-Ambroise a été aménagé à son emplacement.

### Seconde église

#### Construction
La reconstruction de l'église est déclarée d'utilité publique le 24 janvier 1863.

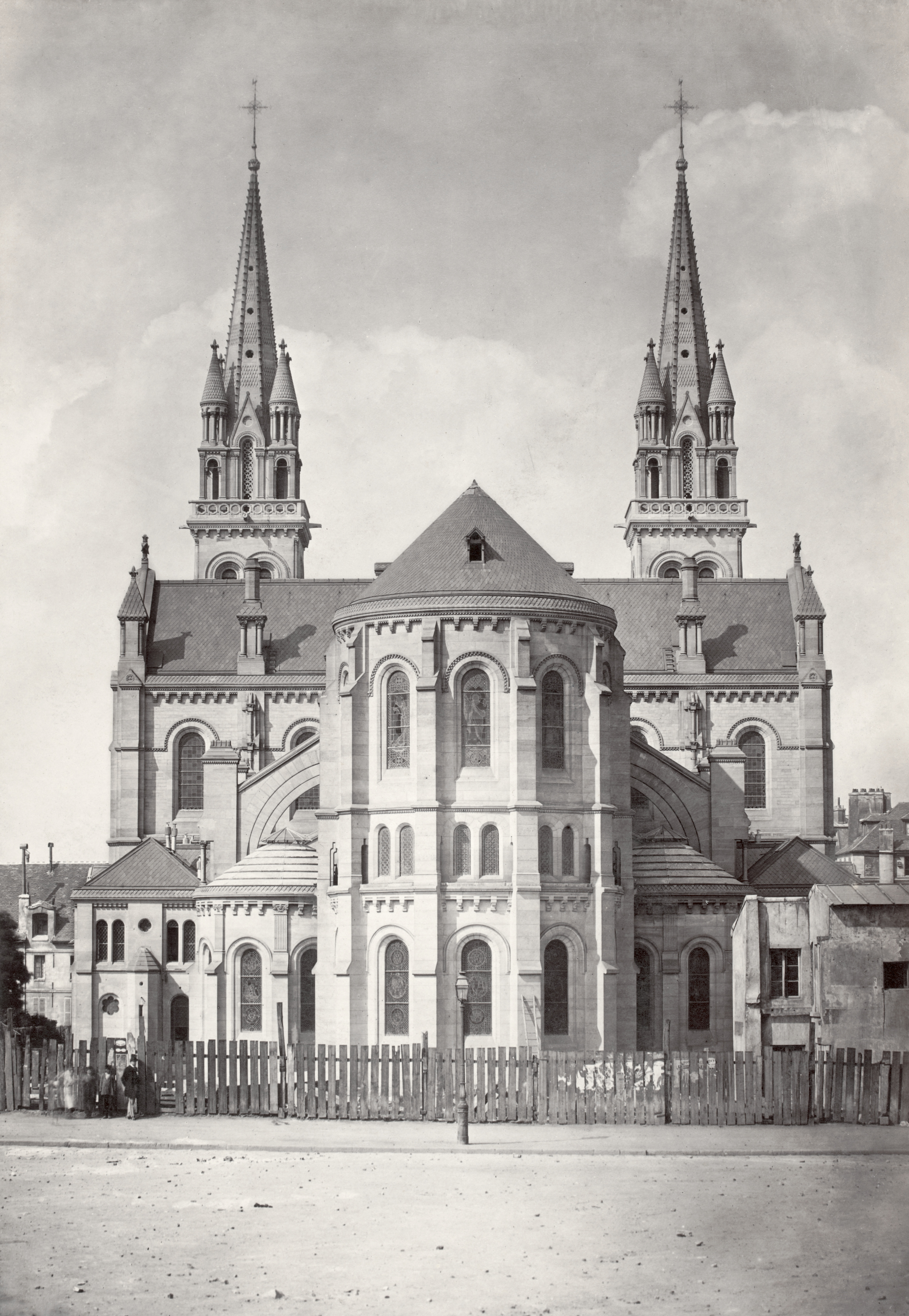
L'église vers 1868-1870 (photographie de Charles Marville).

Située à hauteur du 71, boulevard Voltaire, l’église actuelle a été construite de 1863 à 1868, d’après les plans et sous la direction de l’architecte Théodore Ballu, peu après le percement du « boulevard du Prince-Eugène » (ancien nom du « boulevard Voltaire »). Le premier office a lieu le 21 mars 1869. La bénédiction des cloches se déroule le 29 avril en présence de l'impératrice Eugénie, qui est marraine de l'une d'elles.
Son style est un mélange du néogothique, néoroman et néobyzantin, très en vogue à cette époque, notamment dans la capitale française. Ses deux flèches élancées rappellent celles de certaines cathédrales.
Mgr d'Hulst en a été le vicaire.

#### Commune de Paris
Durant la Commune en 1871, sans empêcher le culte, l'église est le siège du Club Ambroise, dit Club des prolétaires, comprenant des oratrices féministes,. Ce club édite le journal Le Prolétaire. À partir du 23 mai 1871, elle devient poudrerie (munition et poudre).

#### Consécration
L’église Saint-Ambroise a été consacrée par le cardinal Léon Adolphe Amette le 7 décembre 1910.

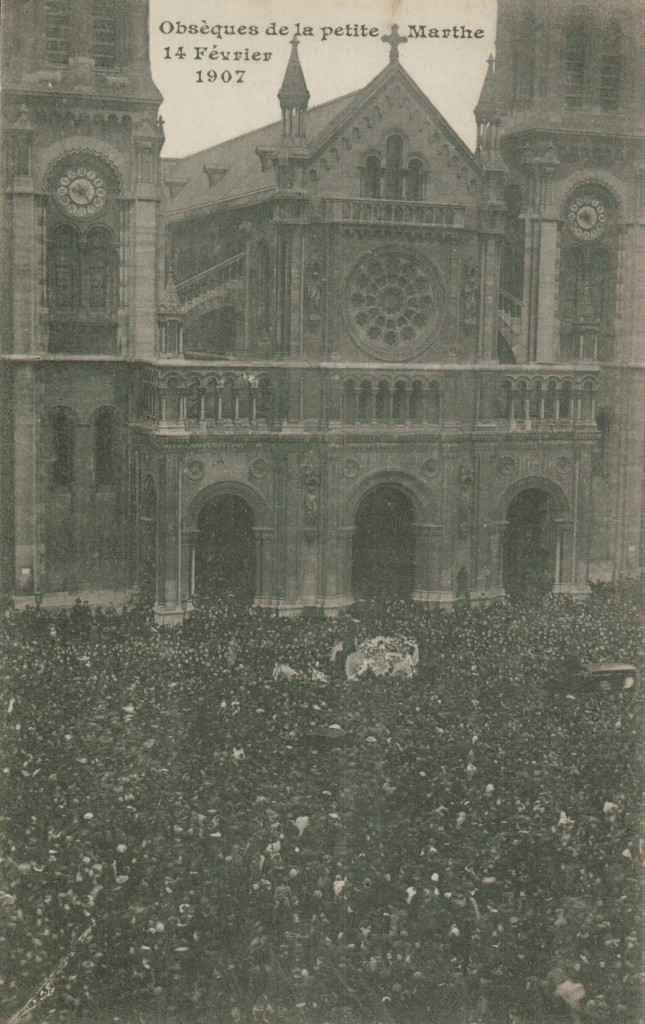
La foule estimée à 50000 personnes assiste devant l'église aux obsèques de Marthe Erbelding, le 14 février 1907.

#### Obsèques de la petite Marthe Erbelding
Le 14 février 1907, une foule estimée à environ 50 000 personnes se presse dans l'église Saint-Ambroise, sur le parvis et dans les rues adjacentes pour assister aux obsèques de la petite Marthe Erbelding, une enfant de onze ans, violée, tuée et dépecée par son assassin Albert Soleilland,,. Tuée le 27 janvier, son corps n'est découvert que le 8 février dans une malle laissée à la consigne de la gare de l'Est. Soleilland — un voisin des parents — est  condamné à mort,, le 24 juillet par les Assises de la Seine. Gracié par le président Armand Fallières, il est conduit au bagne de Guyane et meurt de la tuberculose en mai 1920 à l'hôpital de Kourou.
Ce meurtre qui arrive en plein débat sur l'abolition de la peine de mort à la Chambre des députés, provoque un déchainement des passions et va retarder le vote, qui intervient le 8 décembre 1908, décidant du maintien de la peine capitale par 330 voix contre 201.

#### Naissance du «mouvement des sans-papiers» en 1996
Le 18 mars 1996, l’église est occupée par environ trois cents africains en situation irrégulière demandant leur régularisation. En raison des risques sanitaires, le curé demandera l’évacuation des lieux. Les forces de l’ordre interviendront le 22 mars au petit matin. La forte médiatisation de cette occupation et de l'expulsion qui l'a suivie est à l'origine du « mouvement des sans-papiers ». Ce sont ces mêmes personnes, qui vont par la suite occuper l'église Saint-Bernard.

#### Protection
L'église Saint-Ambroise fait l'objet d'une inscription au titre des monuments historiques depuis le 2 juin 1978.

## Description
L'église Saint-Ambroise a été construite dans un style hybride et éclectique, parfois appelé « style Second Empire », qui marie le néoroman avec quelques éléments du néogothique. Ce mariage rappelle les églises de l'apogée du roman comme l'église de l'abbaye aux Hommes de Caen, qui présente deux tours romanes aux flèches gothiques. Elle est construite en pierre dure de l'Yonne et de la Meuse pour les fondations, les tours et les piliers et en moellons issus des carrières de Saint-Maximin pour le remplissage.

### Extérieur
L'église, longue de 87 mètres et large de 37 mètres au transept, possède deux clochers identiques de 68 mètres de haut, soit d'une taille pratiquement équivalente à celles des tours de Notre-Dame. Les flèches octogonales sont flanquées de quatre pinacles et sont terminées par une croix en fer surmontée d'une girouette en forme de coq.

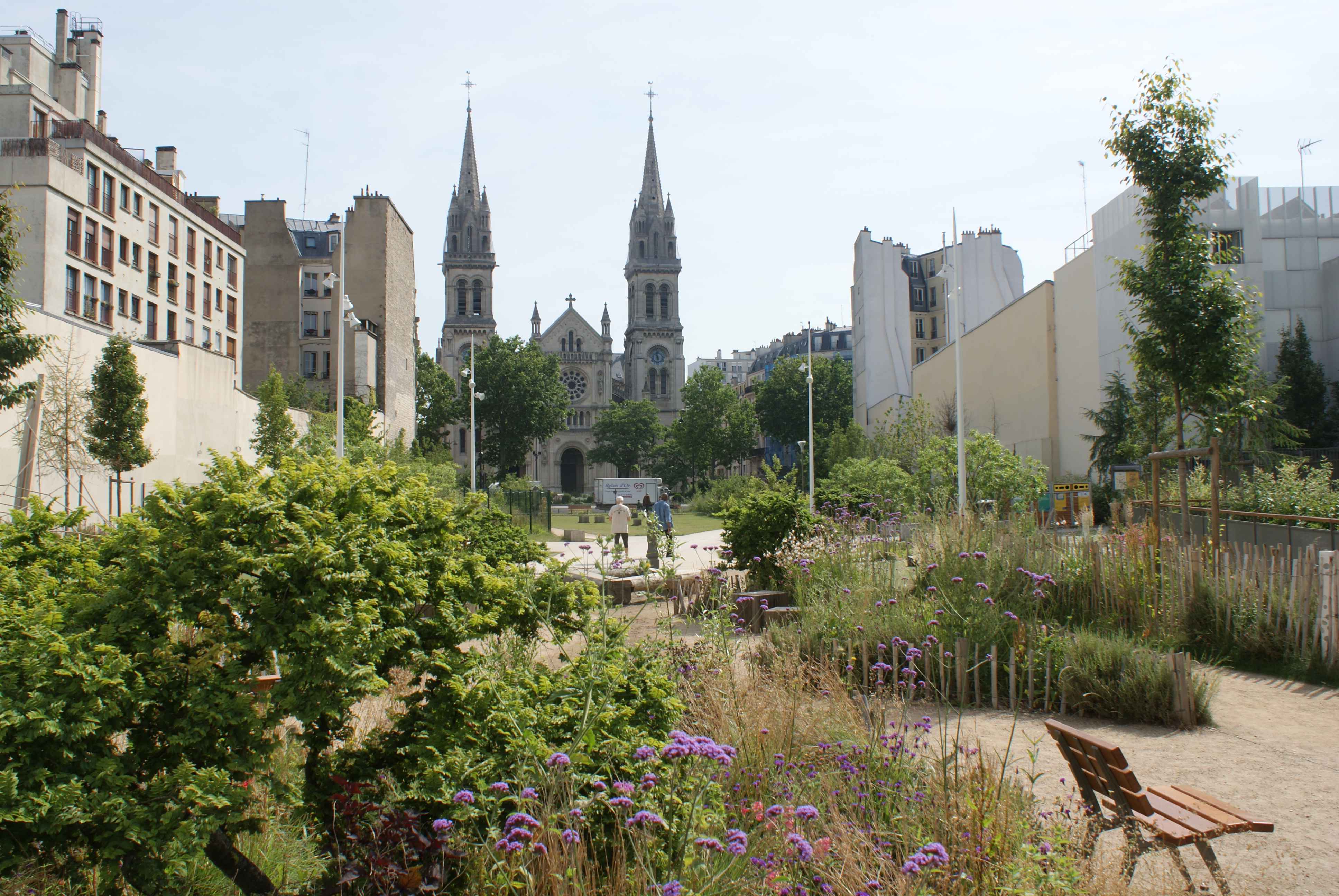
L'église depuis le jardin Truillot.
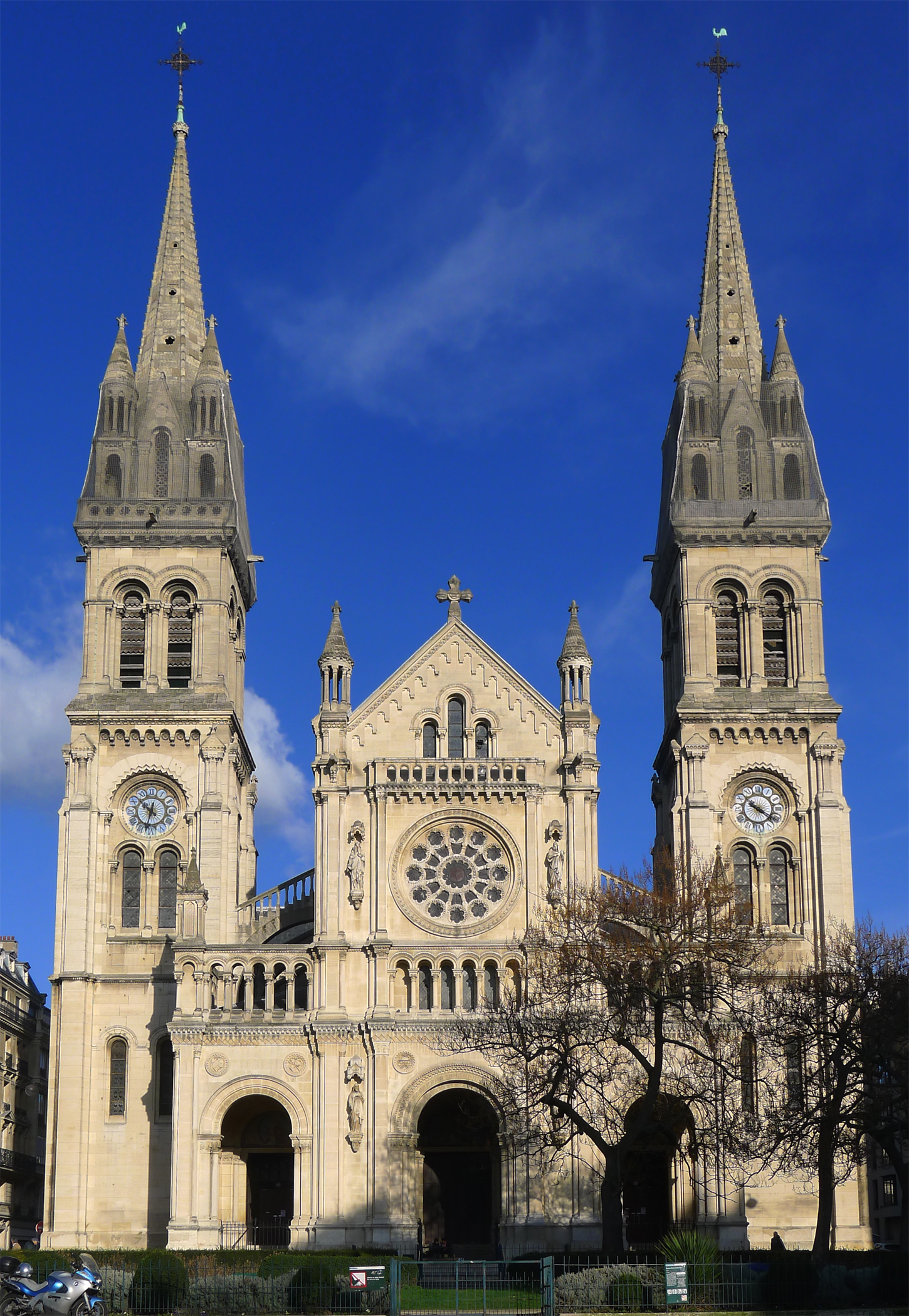
Façade sud-ouest vue du boulevard Voltaire.
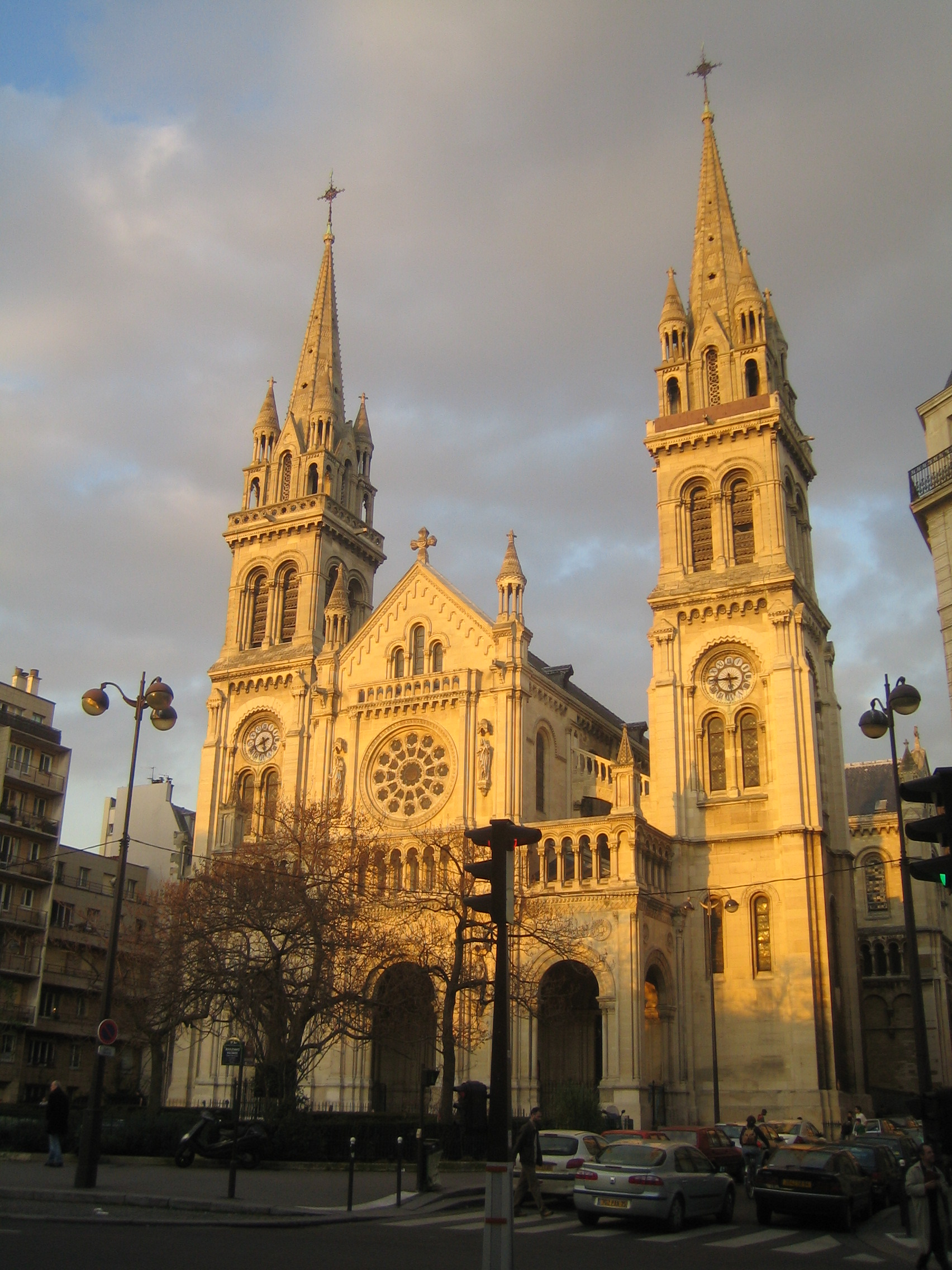
Façade le soir.
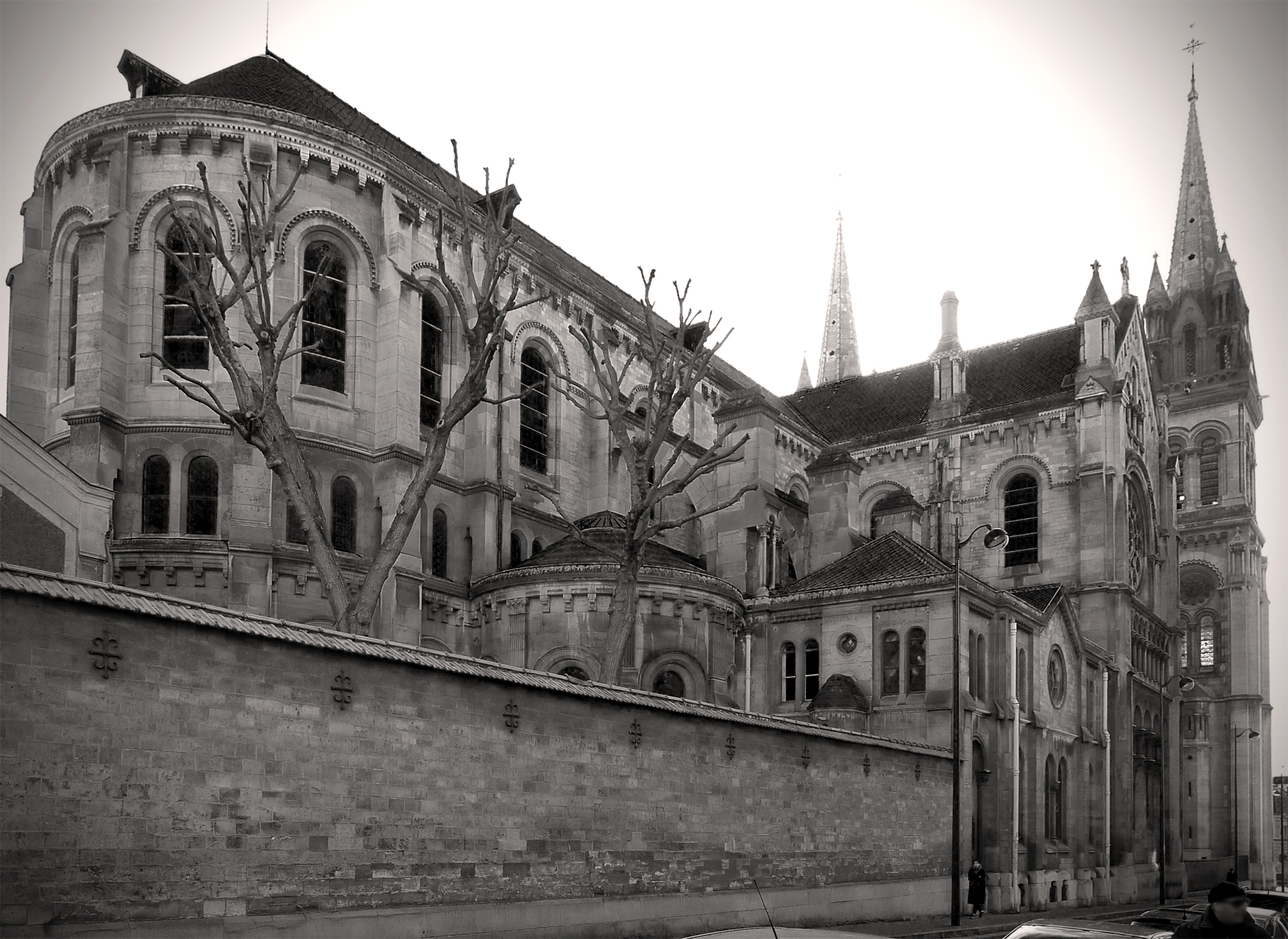
Chevet vu de la rue Saint-Ambroise.

Le porche, saillant, dispose de trois portes d'entrée possédant chacune en son tympan une peinture en lave émaillée de style néobyzantin réalisée par Giuseppe Devers (1823-1882).

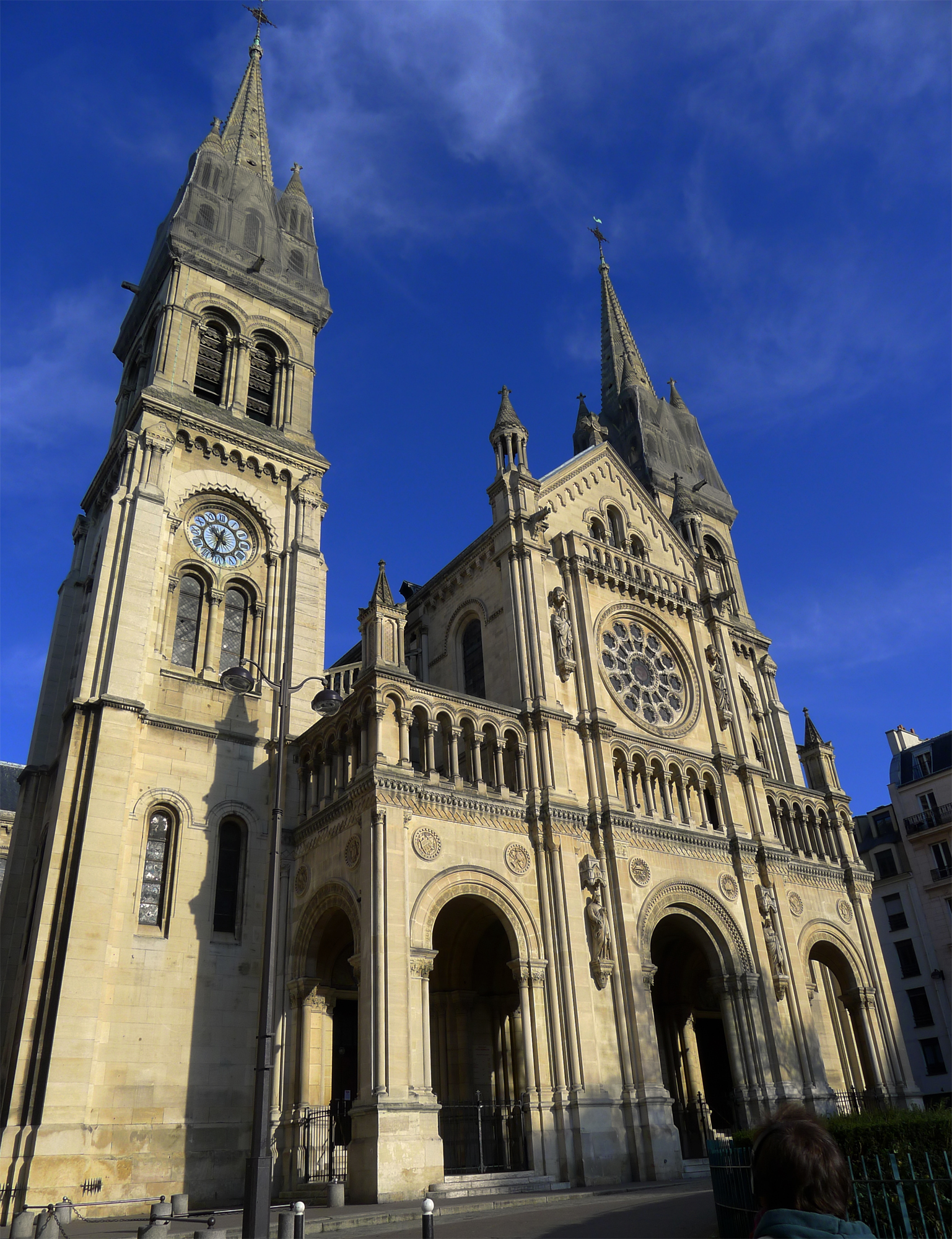
Le porche.
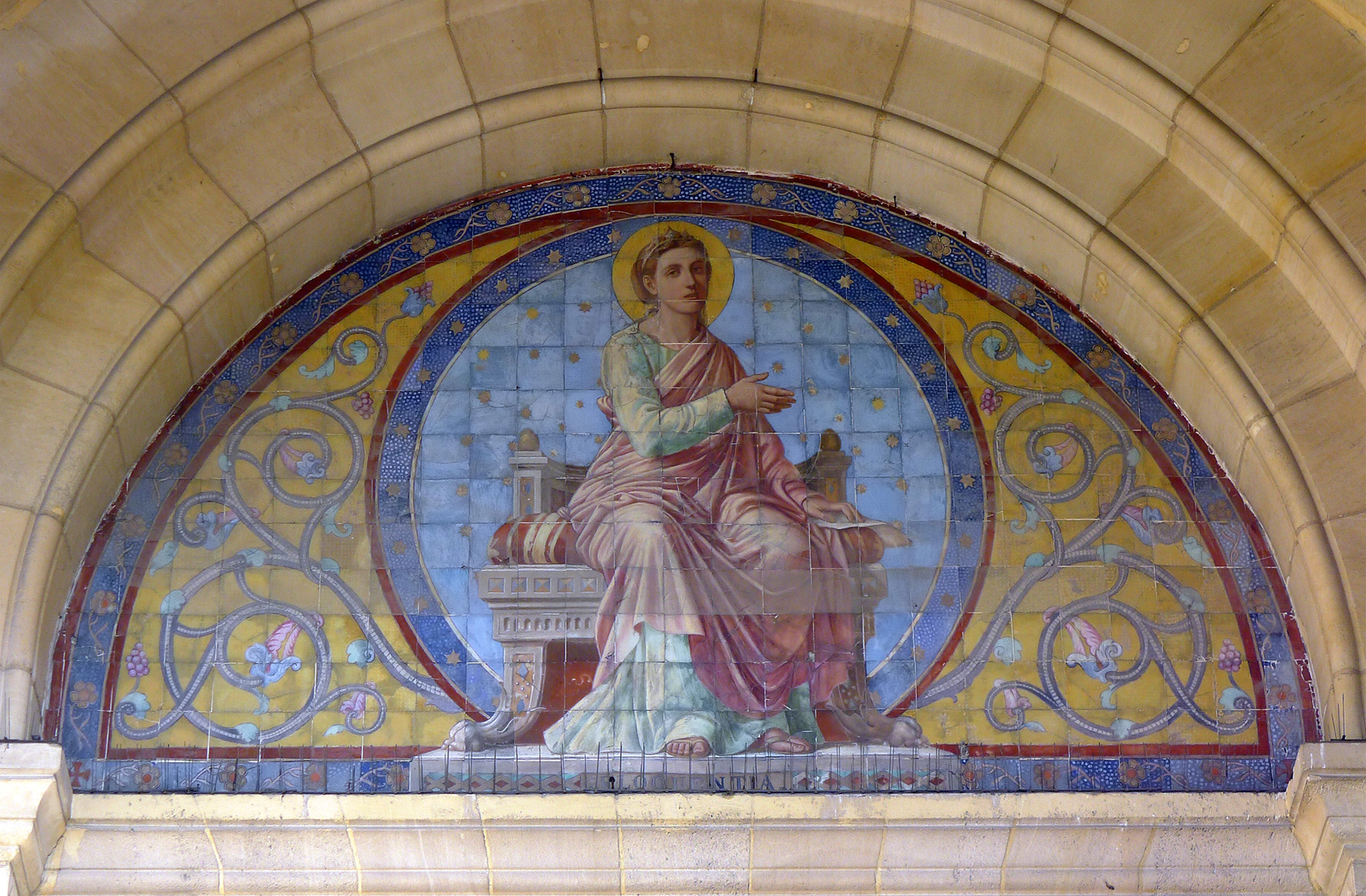
Allégorie de l'éloquence.
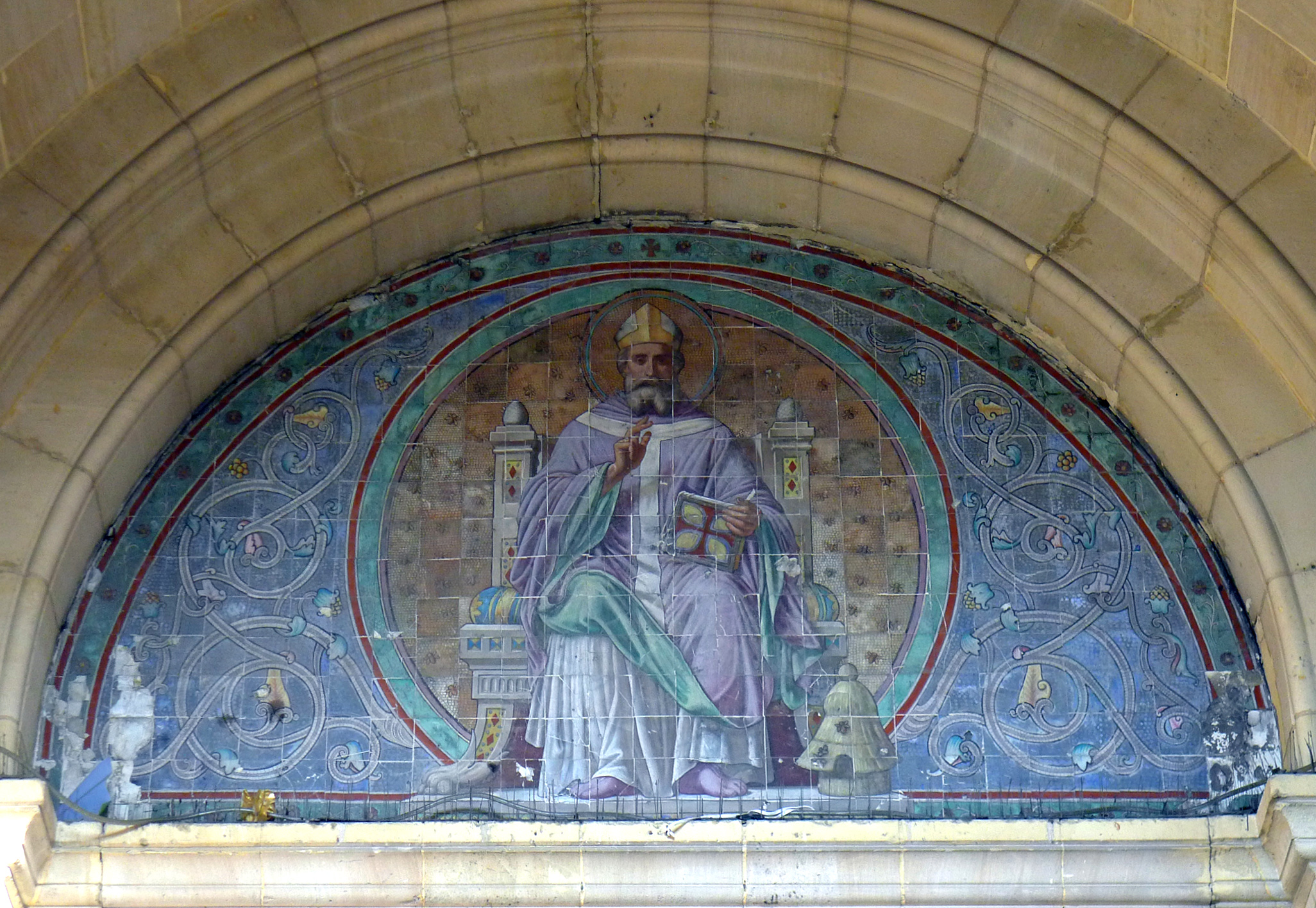
Saint Ambroise.
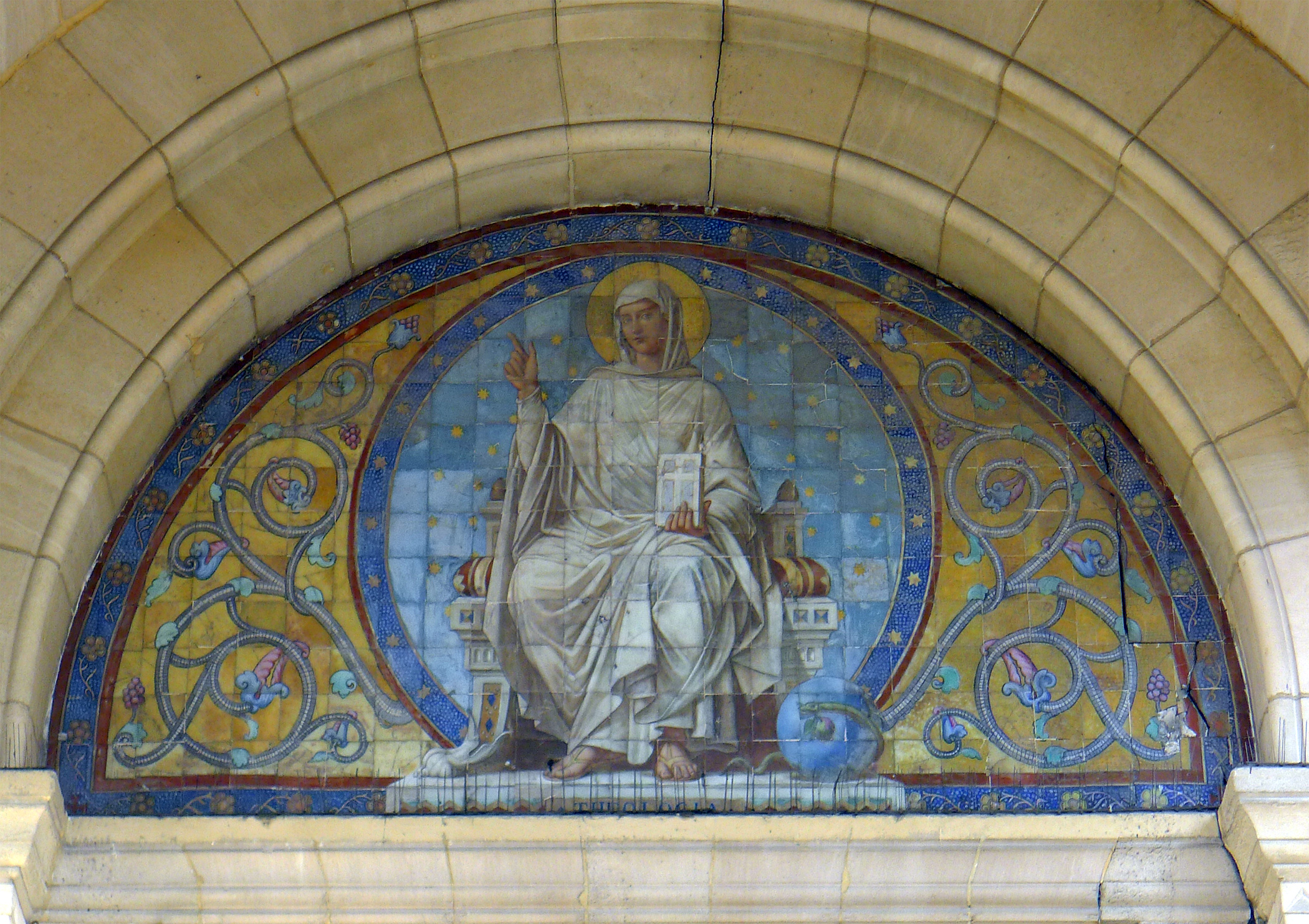
Allégorie de la théologie.

### Intérieur
La nef de vingt mètres de haut comprend un triforium ouvert par une série de triplets de baies à arcades en plein cintre. Les voûtes sont montées sur des croisées d'ogives en plein cintre. Ces croisées sont typiques de l'art roman normand comme on peut en trouver à l'abbaye aux Hommes de Caen.

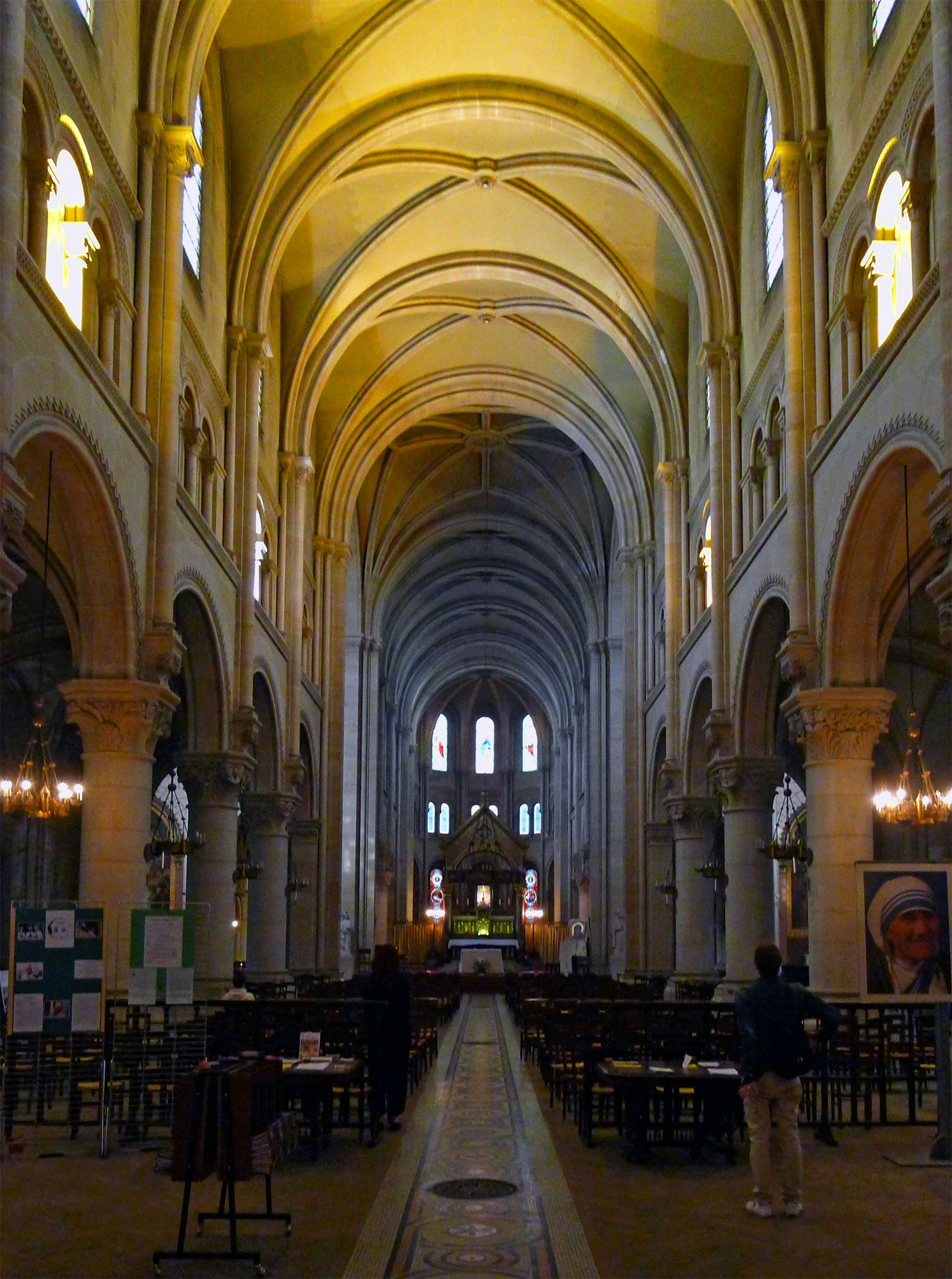
Nef.
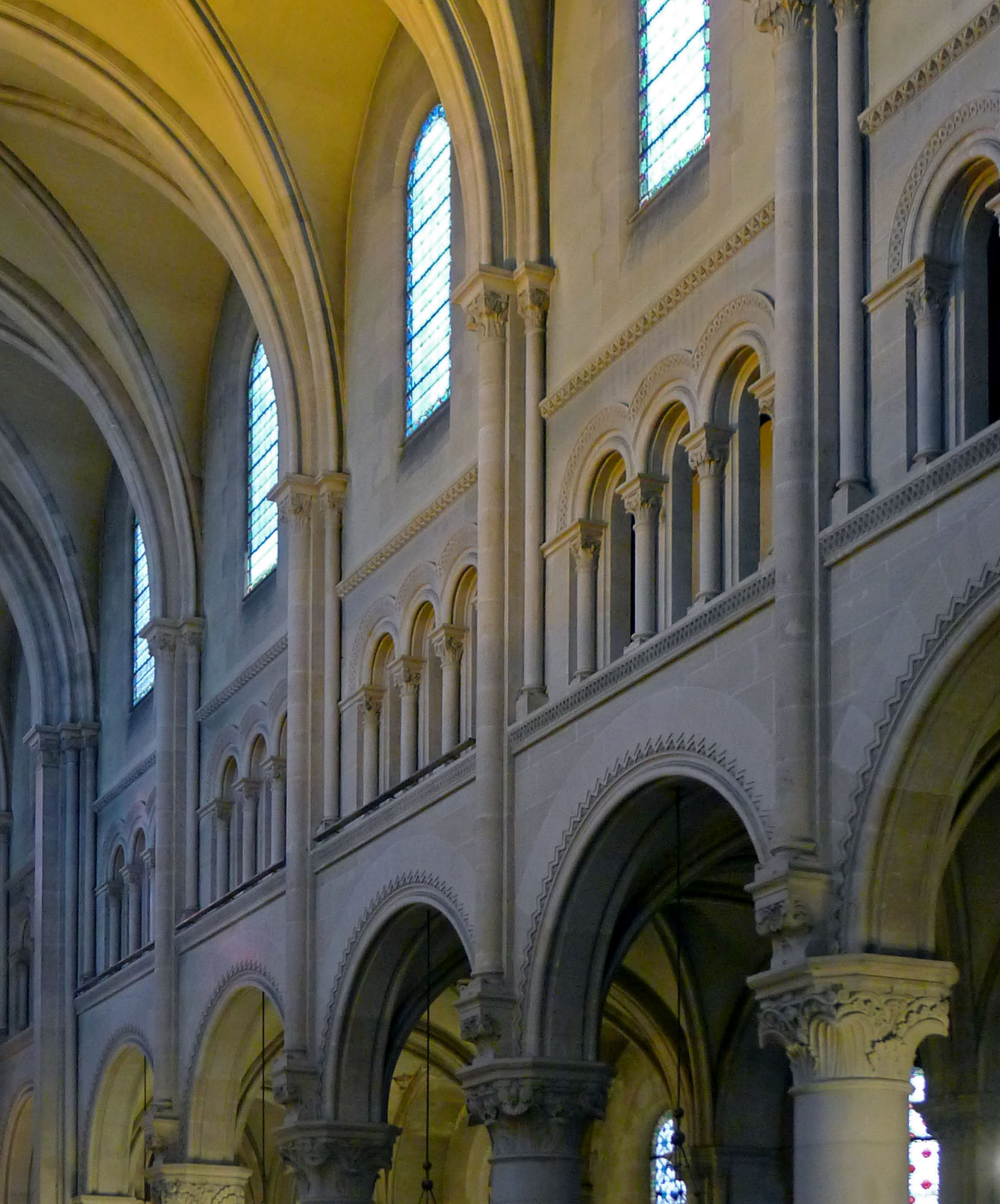
Triforium.
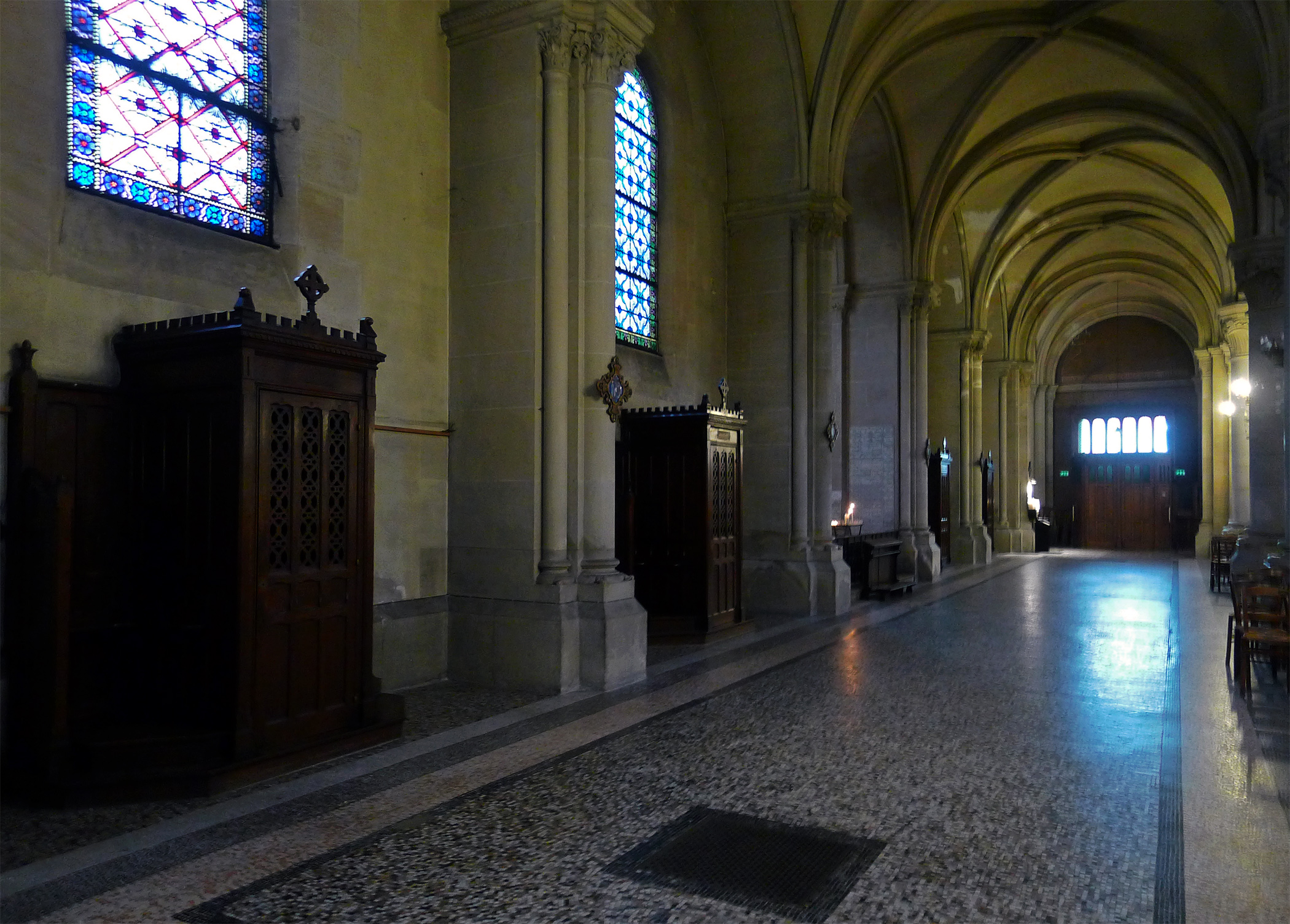
Bas-côté.

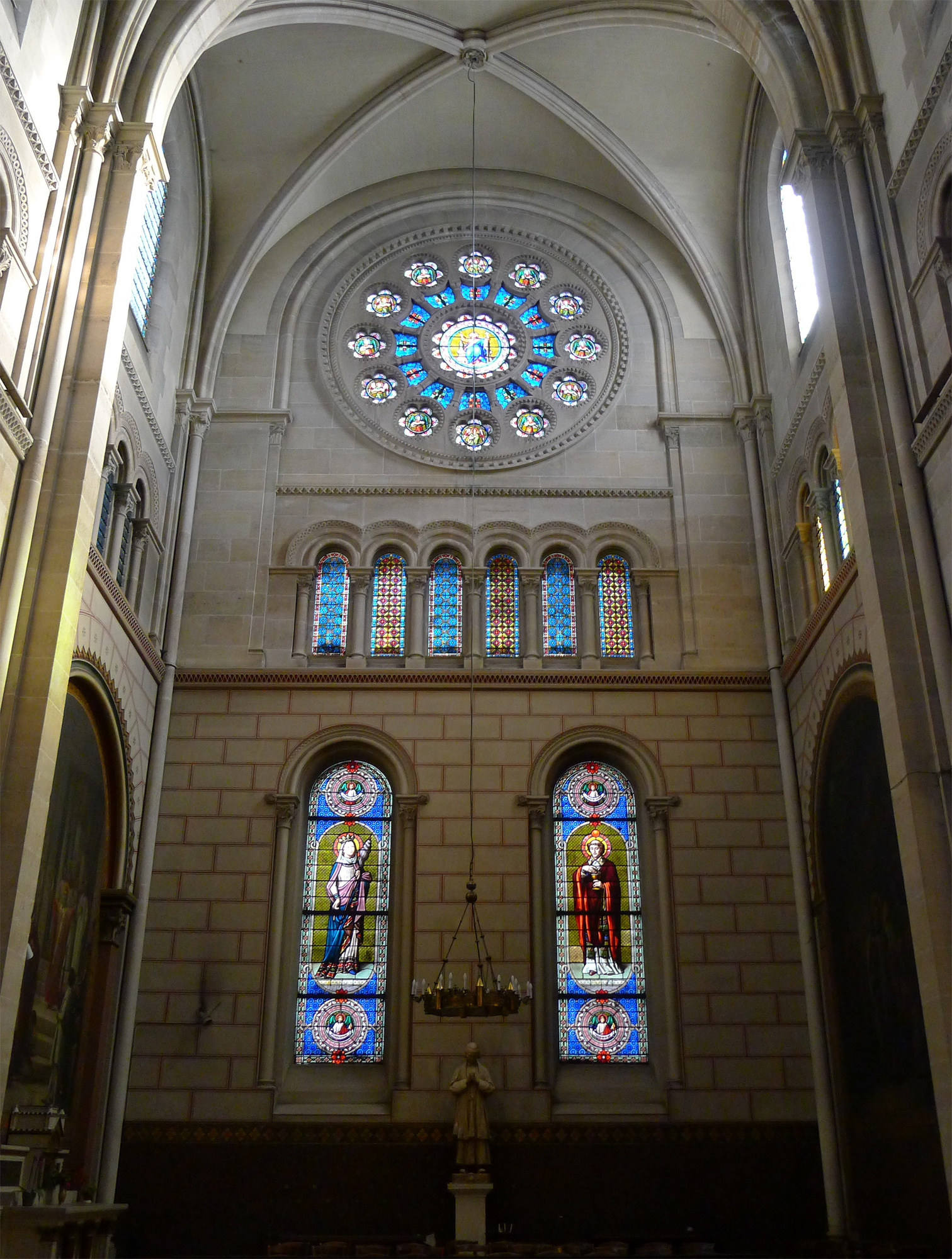
Transept.
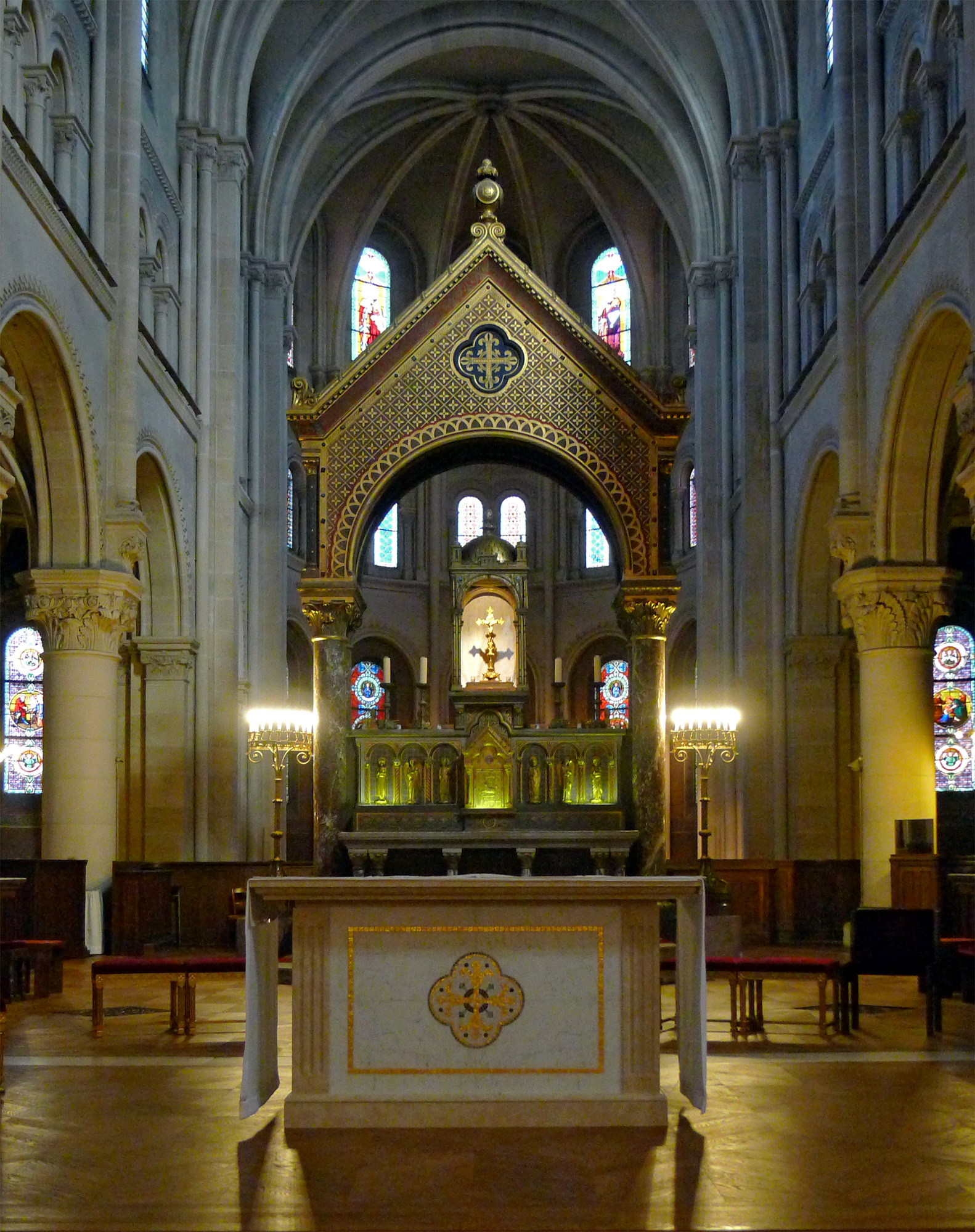
Chœur et autel.
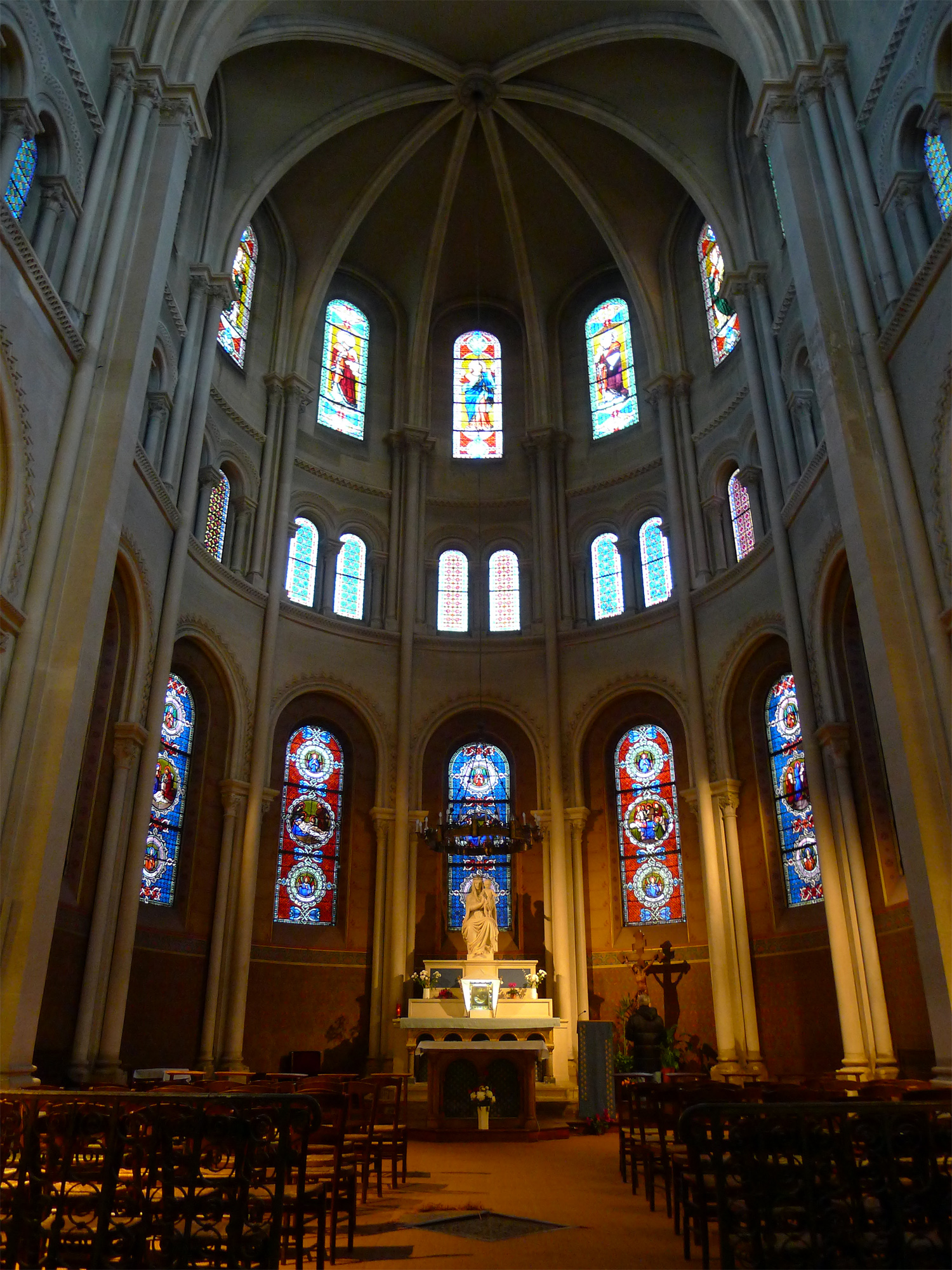
Chapelle de la Vierge.
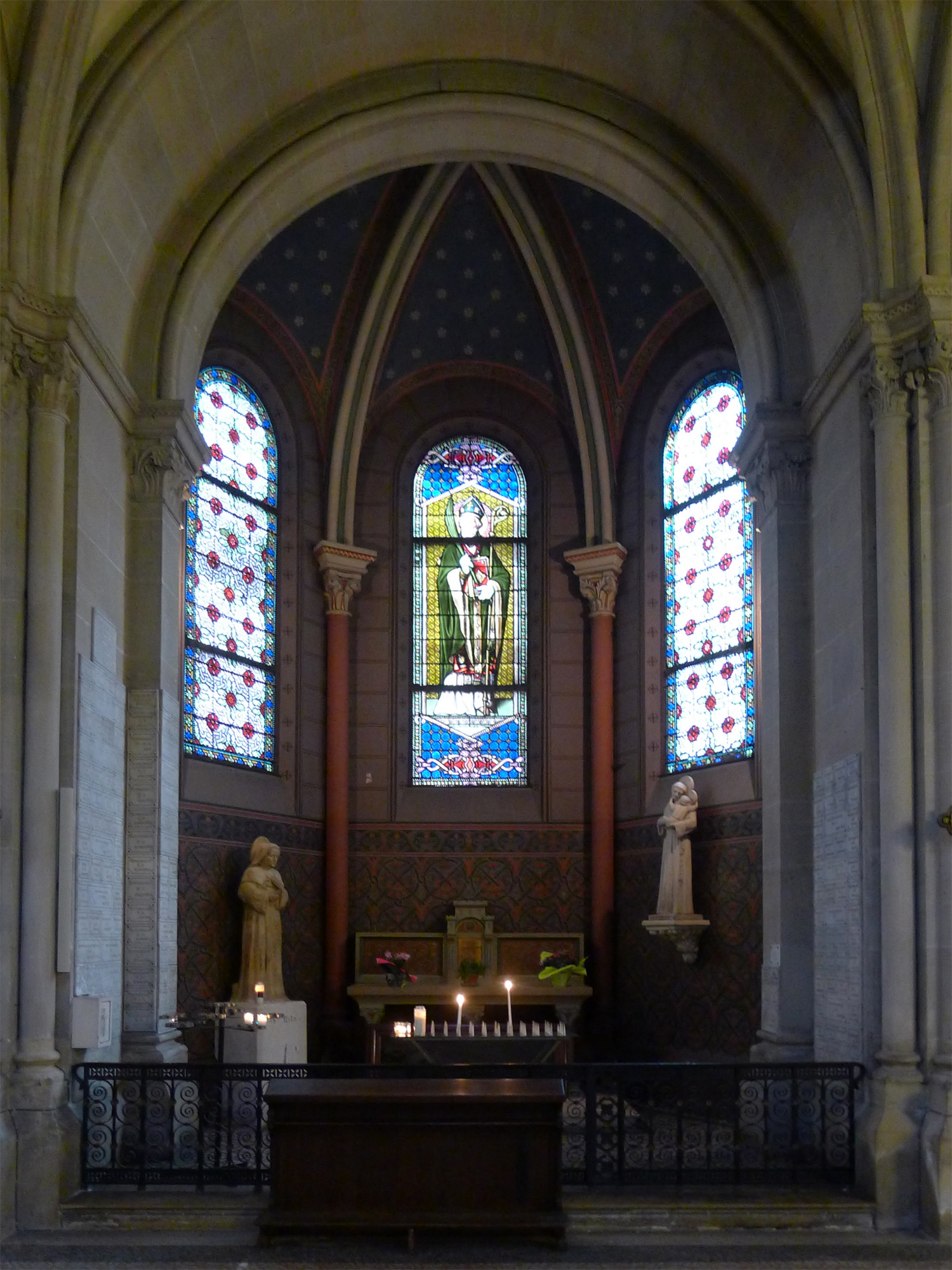
Chapelle Saint-Denis.

Le mobilier et les œuvres d'art de l'église sont de facture modeste. On peut toutefois citer 
- L'Espérance  et  La Foi , statues en pierre par Louis-Denis Caillouette en 1829, œuvres disparues ;
- L'Immaculée Conception , sculpture de Caillouette, présentée au Salon de 1824.
- La cuve baptismale est en marbre blanc. Elle est supportée par huit colonnettes en marbre rouge. Le couvercle était surmonté d'une croix avec l'Agneau mystique qui a disparu.

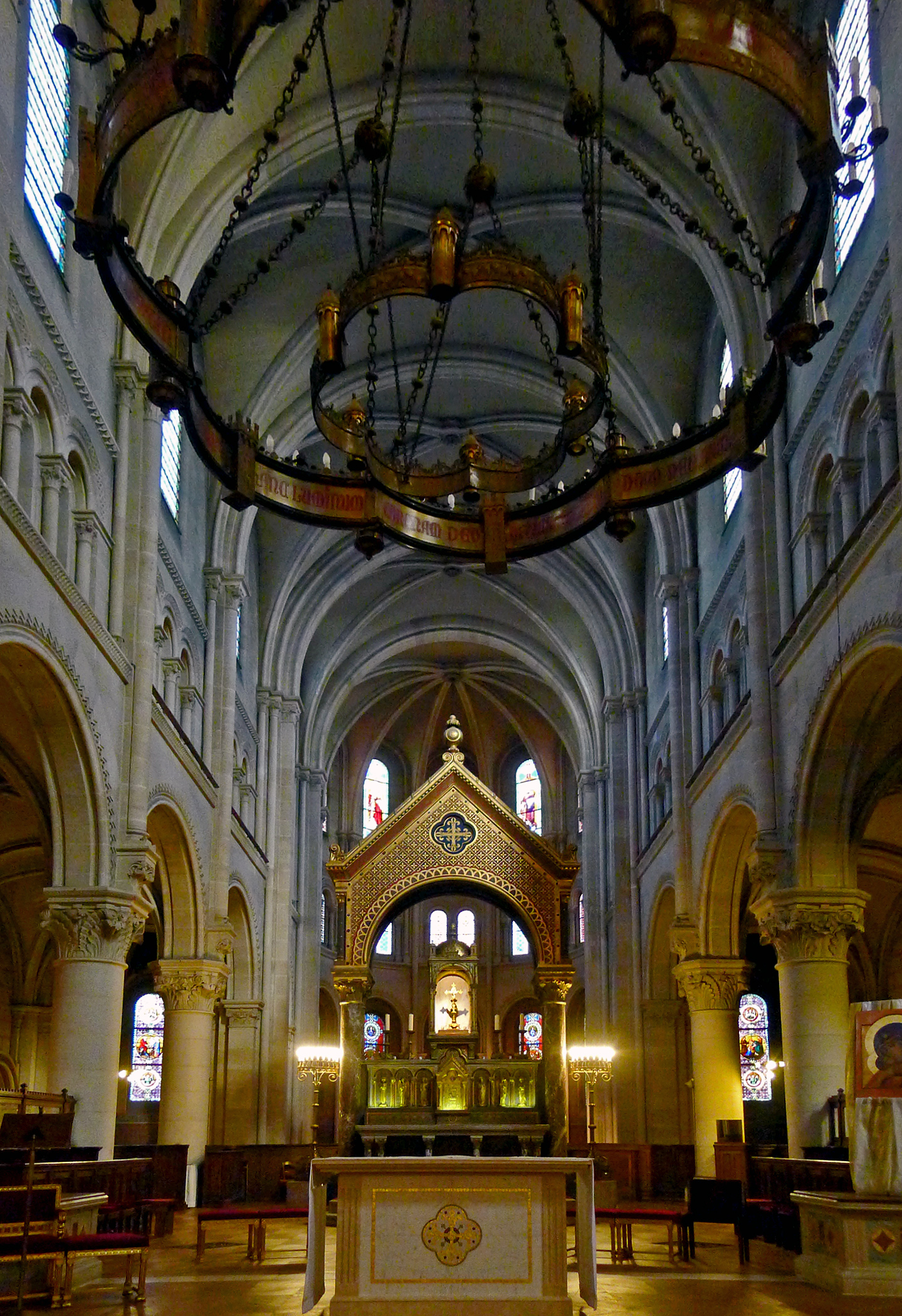
Autel à baldaquin et lustres.
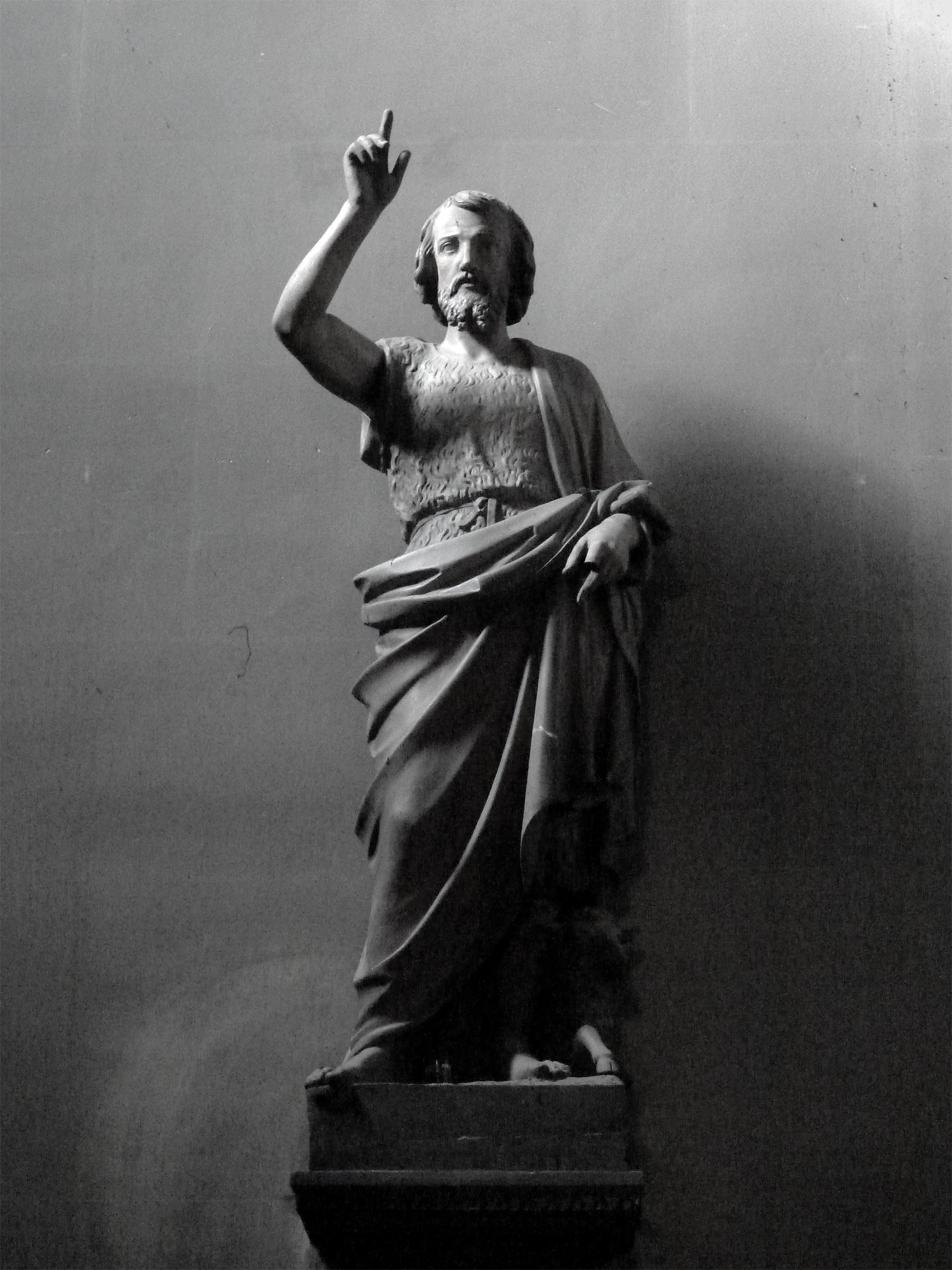
Statue de saint Jean Baptiste.
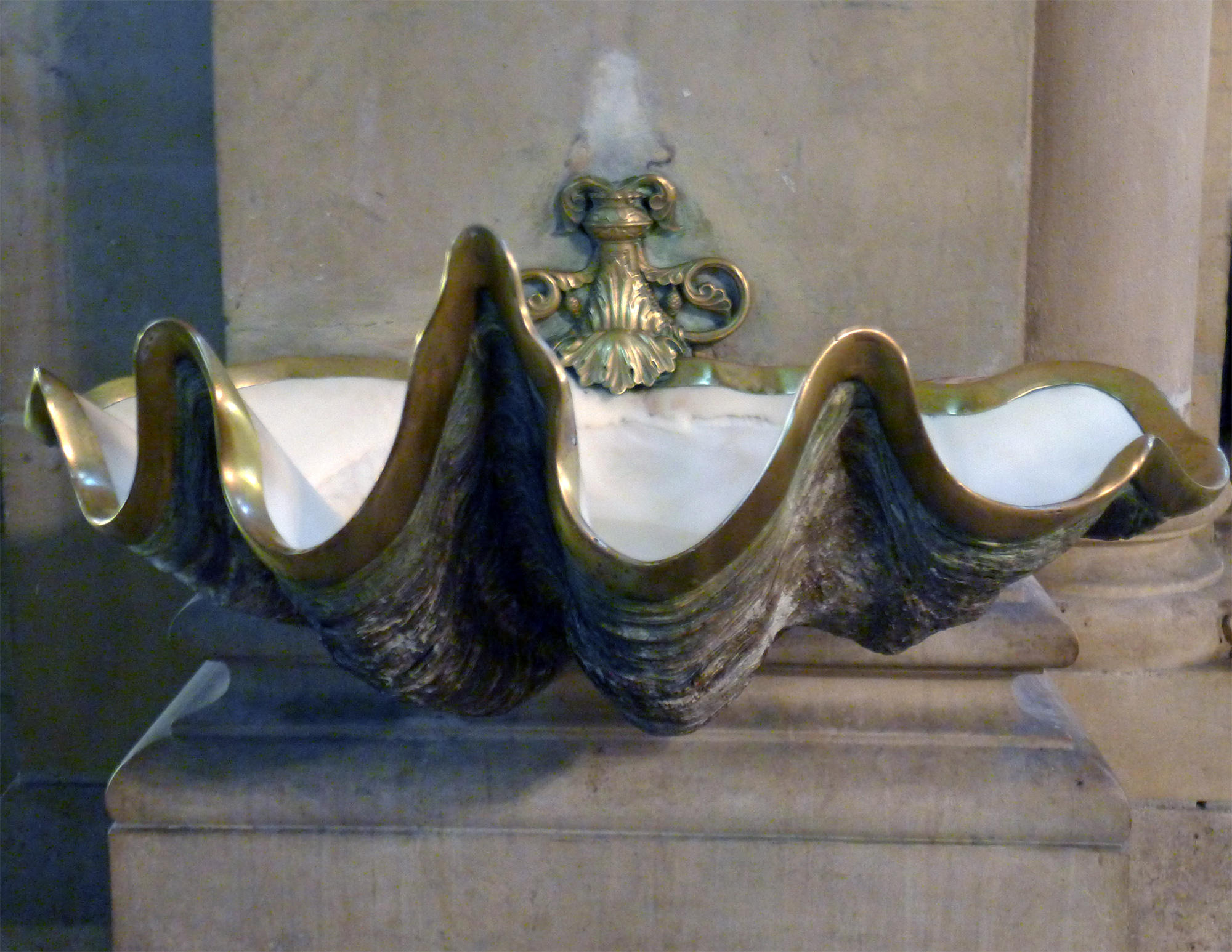
Bénitier.
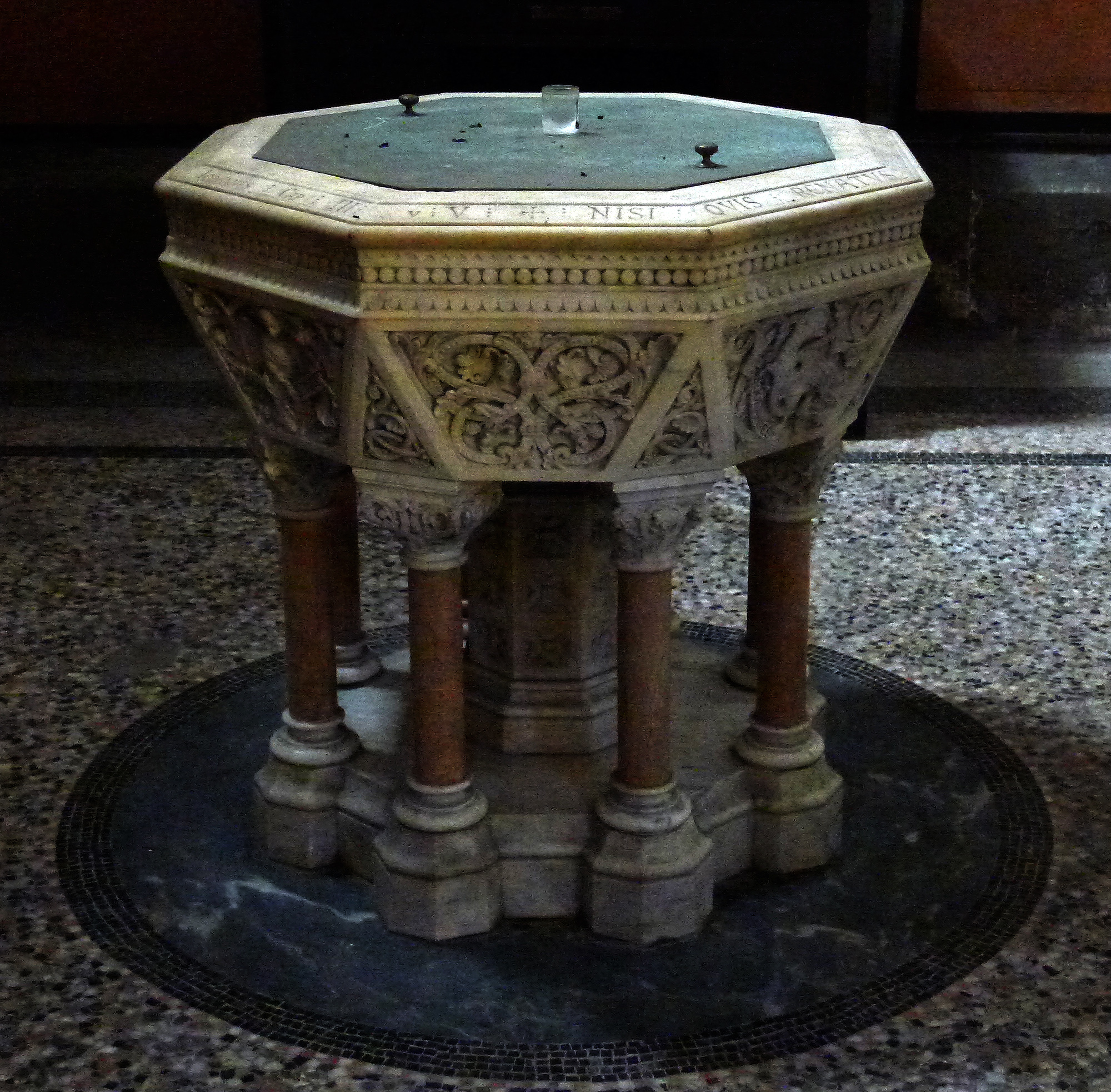
Cuve baptismale.

Peintures murales
Dans le transept gauche se trouve la chapelle de Saint-Augustin, avec deux peintures murales de Jules Lenepveu : côté autel Saint-Augustin réconciliant les catholiques et les donatistes au concile de Carthage, en face Saint-Augustin faisant cesser l'usage barbare de se battre entre parents pour s'exercer à la guerre.
Dans le transept droit se trouve la chapelle de Saint-Ambroise, avec aussi deux peintures de Lenepveu : côté autel Saint-Ambroise interdisant l'entrée de l'église de Milan à l'empereur Théodose, en face Saint-Ambroise livrant les vases sacrés de son église pour racheter des prisonniers.

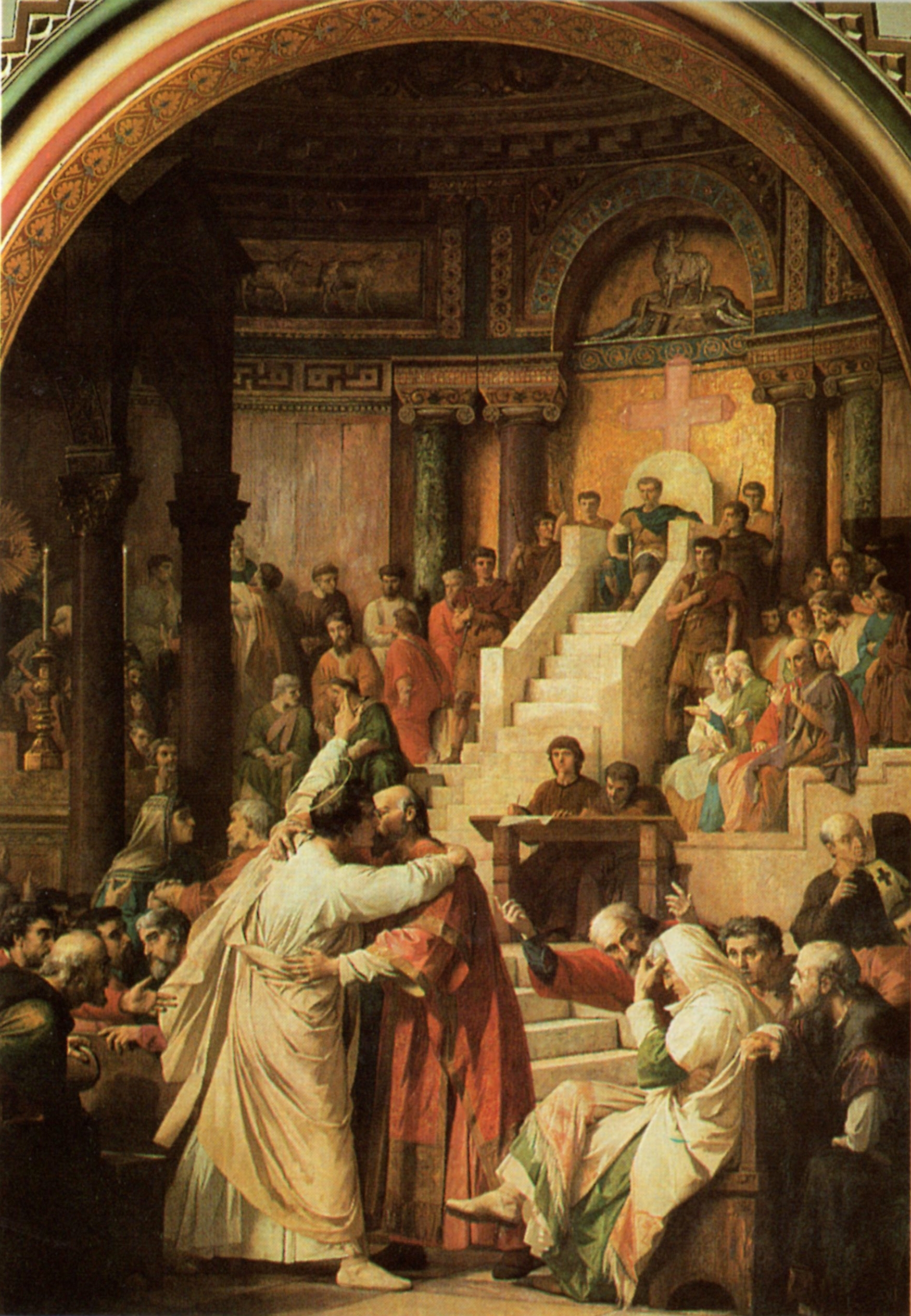
Saint Augustin réconciliant les catholiques et les donatistes au concile de Carthage.
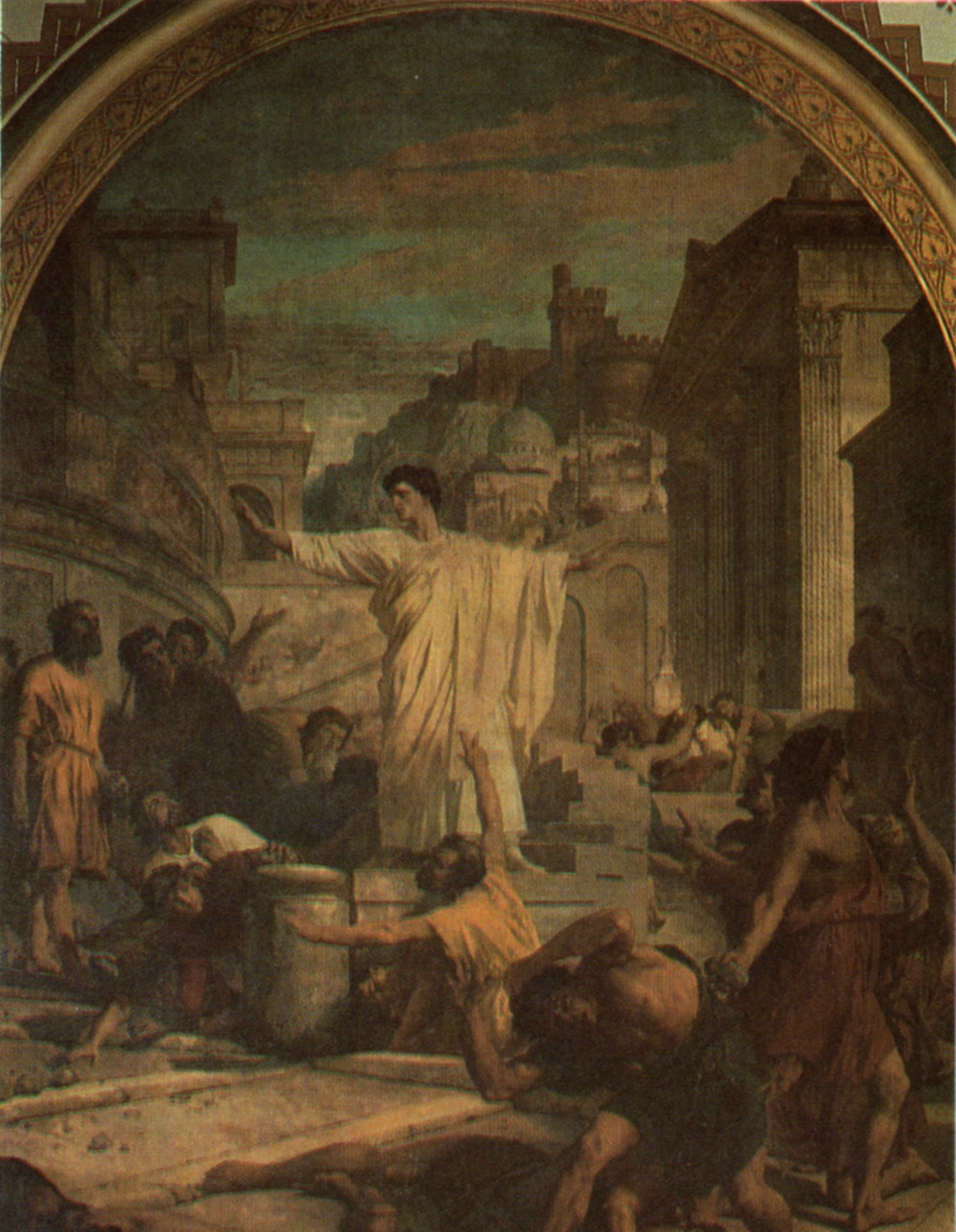
Saint Augustin faisant cesser l'usage barbare de se battre entre parents pour s'exercer à la guerre.
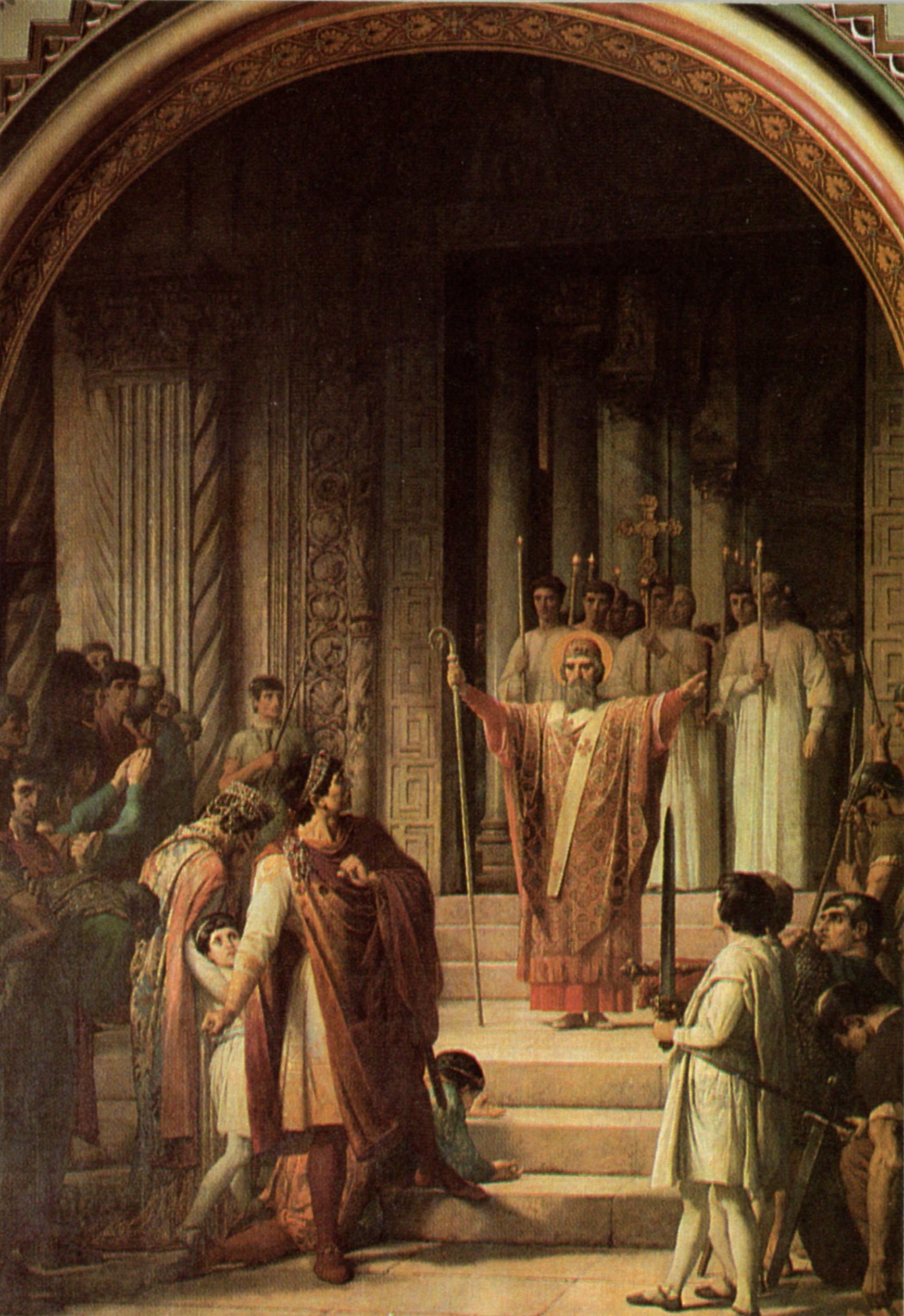
Saint Ambroise interdisant l'entrée de l'église de Milan à l'empereur Théodose.
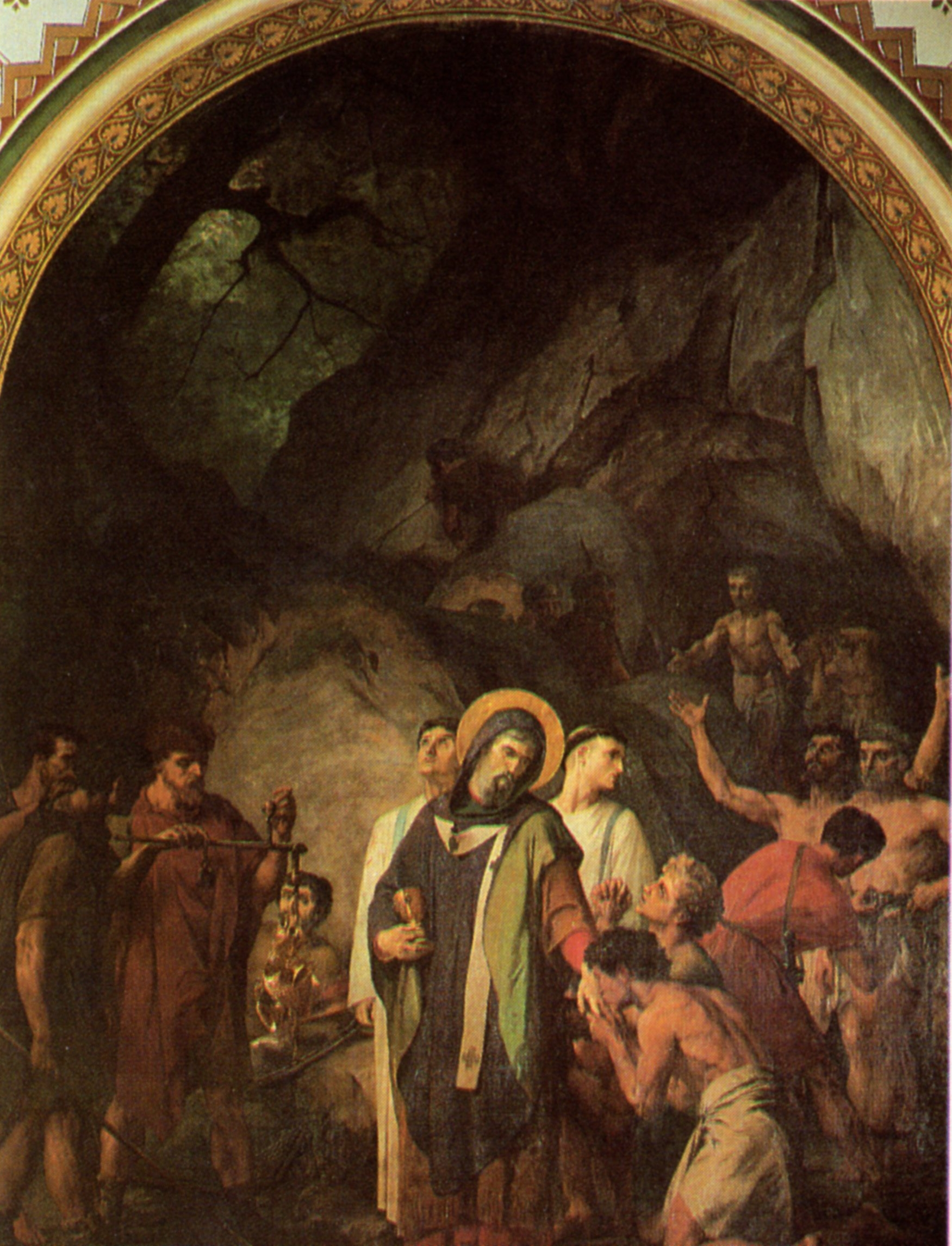
Saint Ambroise livrant les vases sacrés de son église pour racheter des prisonniers.

Vitraux
Les vitraux sont réalisés en 1868 par le maitre-verrier Charles-Raphaël Maréchal de Metz.

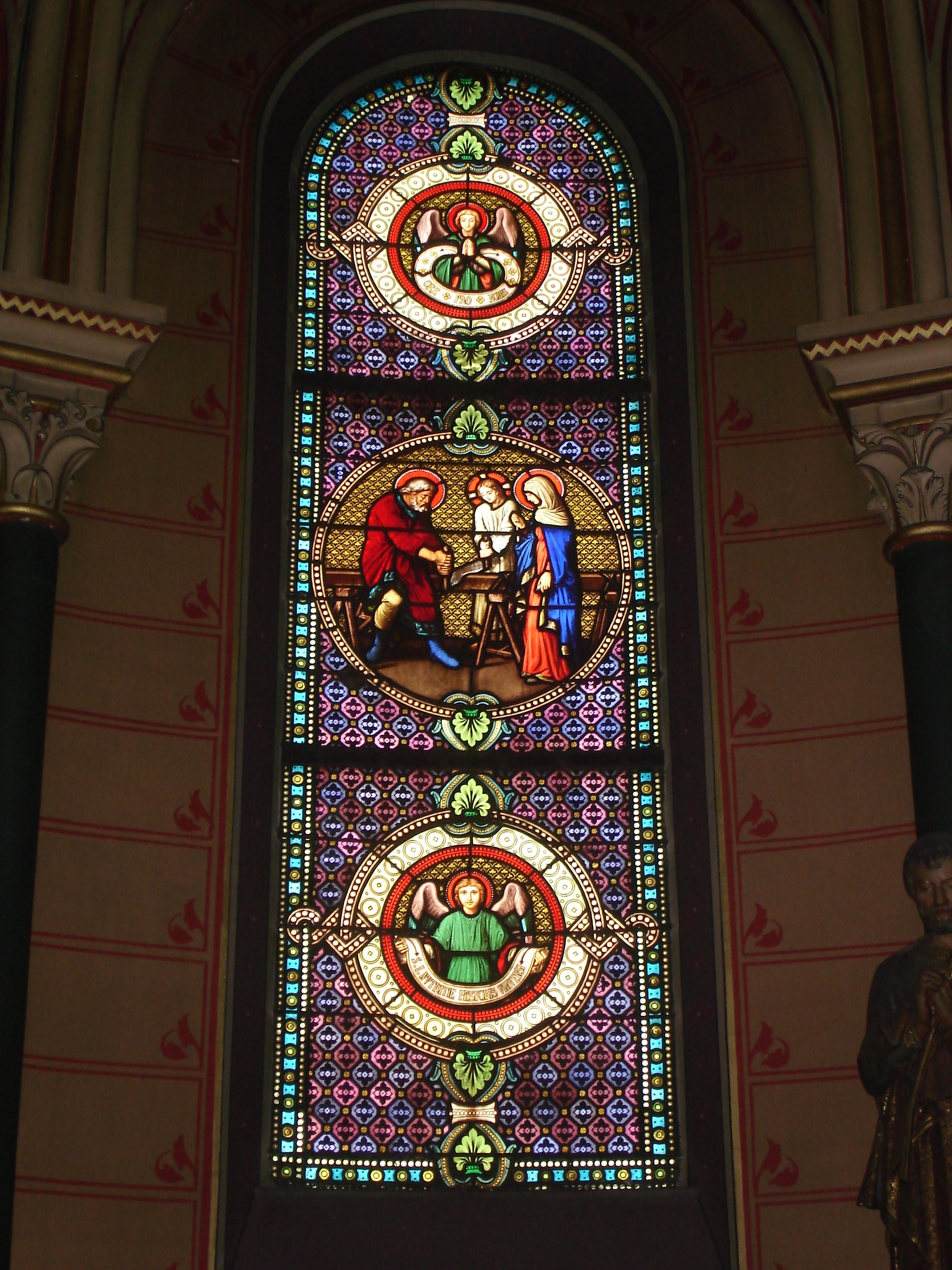
Joseph charpentier.
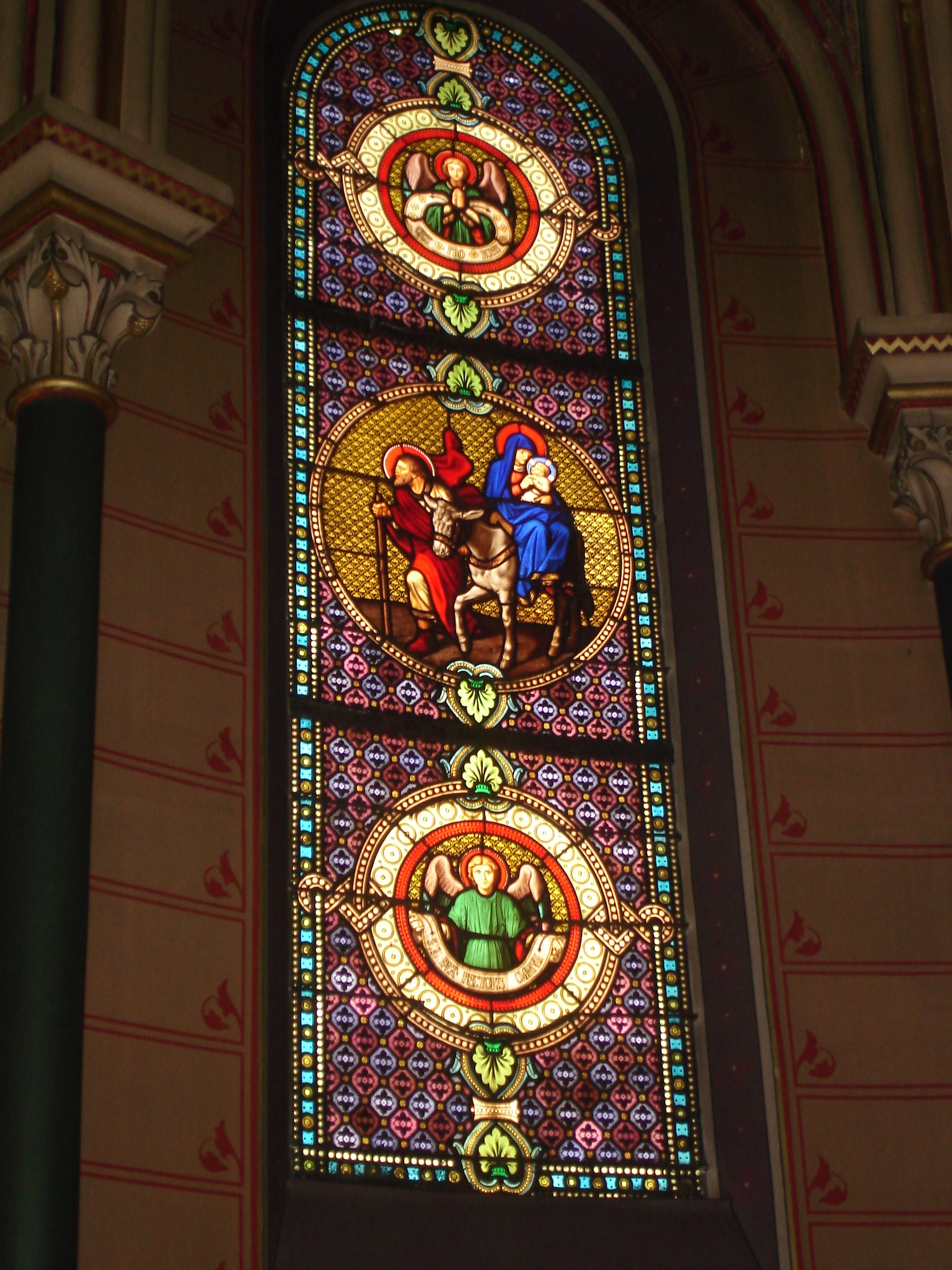
La fuite en Égypte.

### Les orgues
Le grand orgue de tribune a été construit par Merklin-Schütze en 1869. Il comporte 32 jeux, 3 claviers et pédalier. Il a été restauré et complété par Gutschenritter au XXe siècle, puis par Bernard Dargassies au XXIe siècle. Georges Mac-Master y a été organiste et maître de chapelle.
Il existe aussi un orgue de chœur, également de Merklin, situé derrière l'autel qui comprend 13 jeux sur deux claviers manuels et un clavier à pédale.

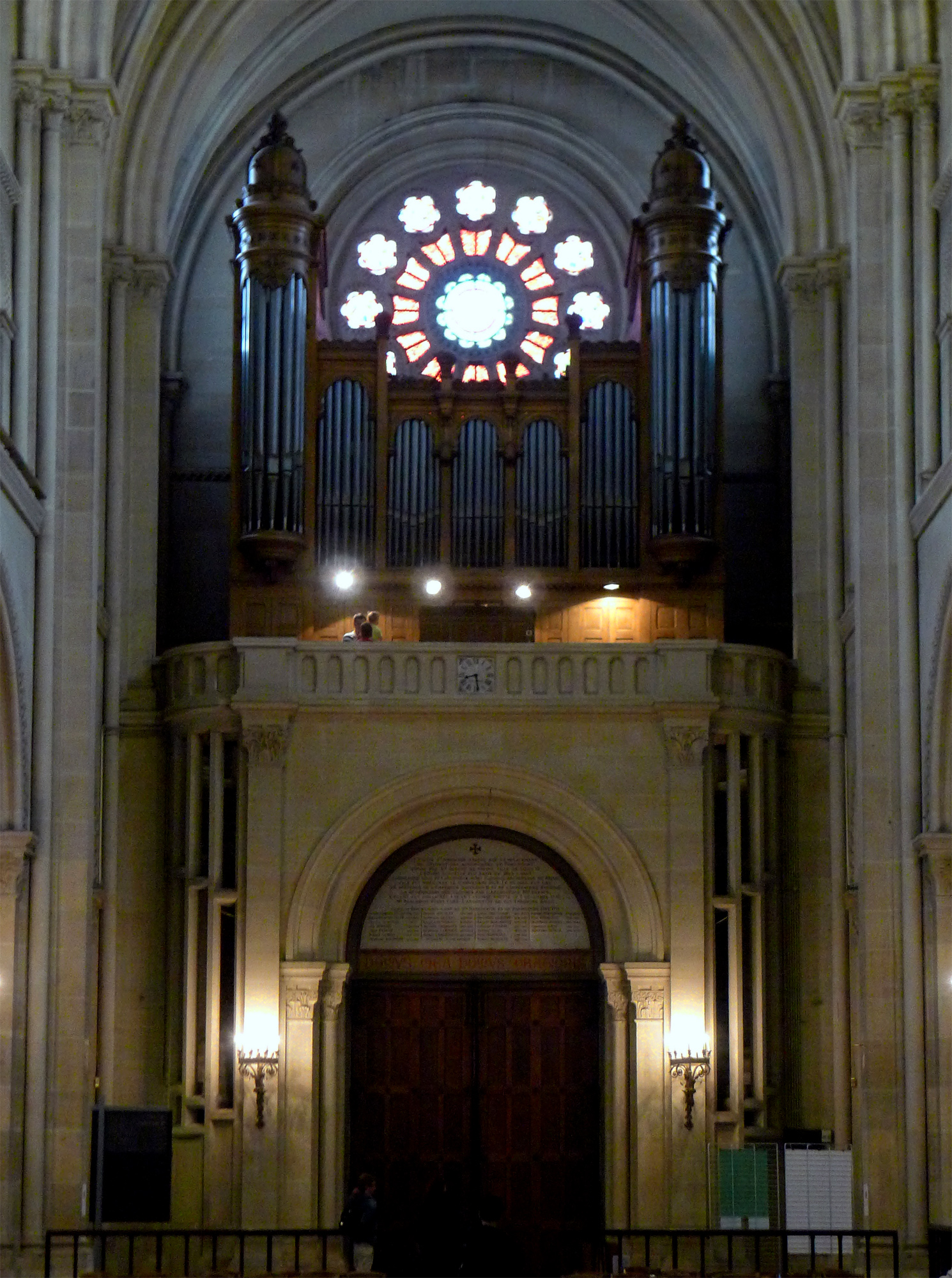
Orgue de tribune.
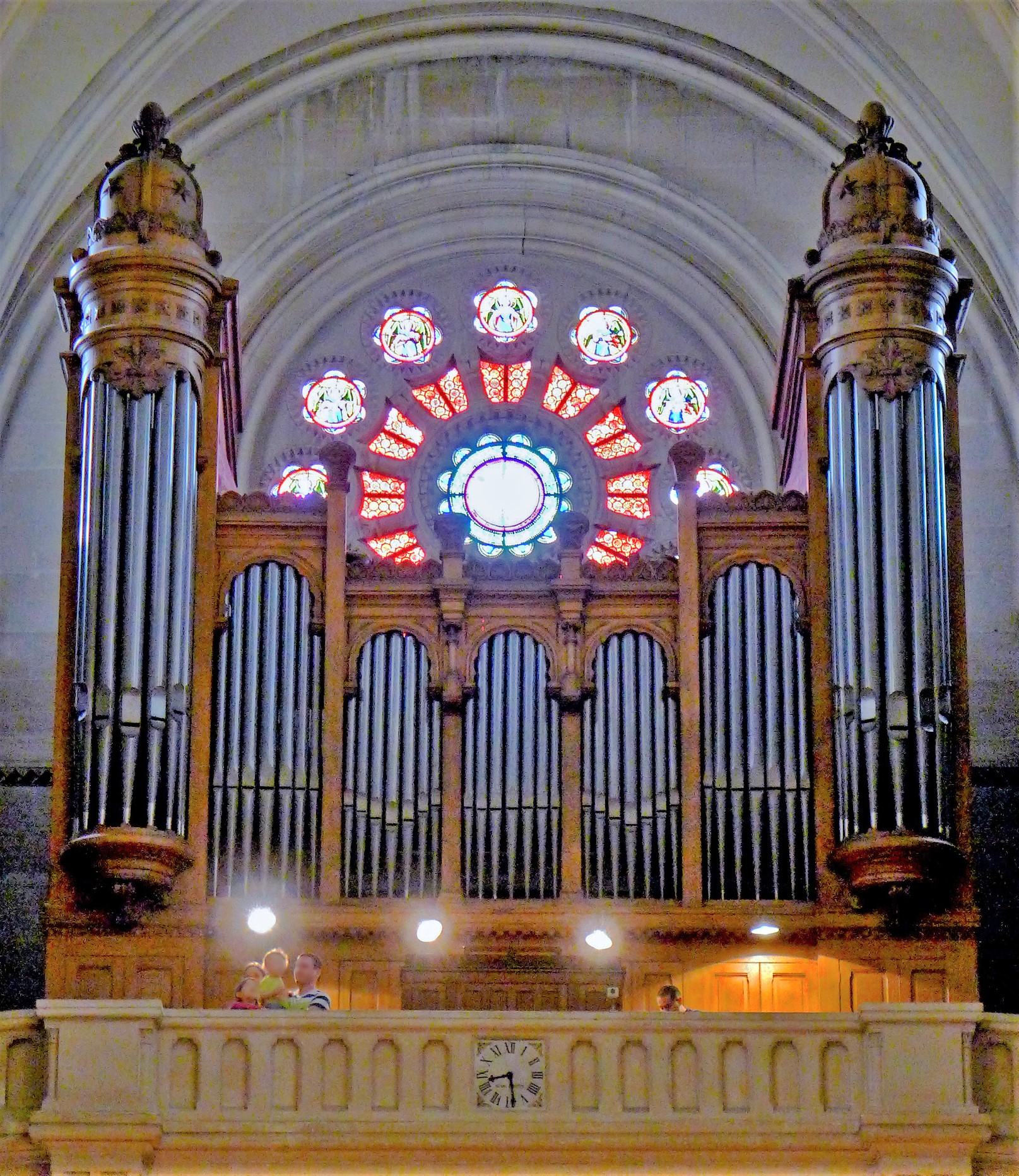
Idem.
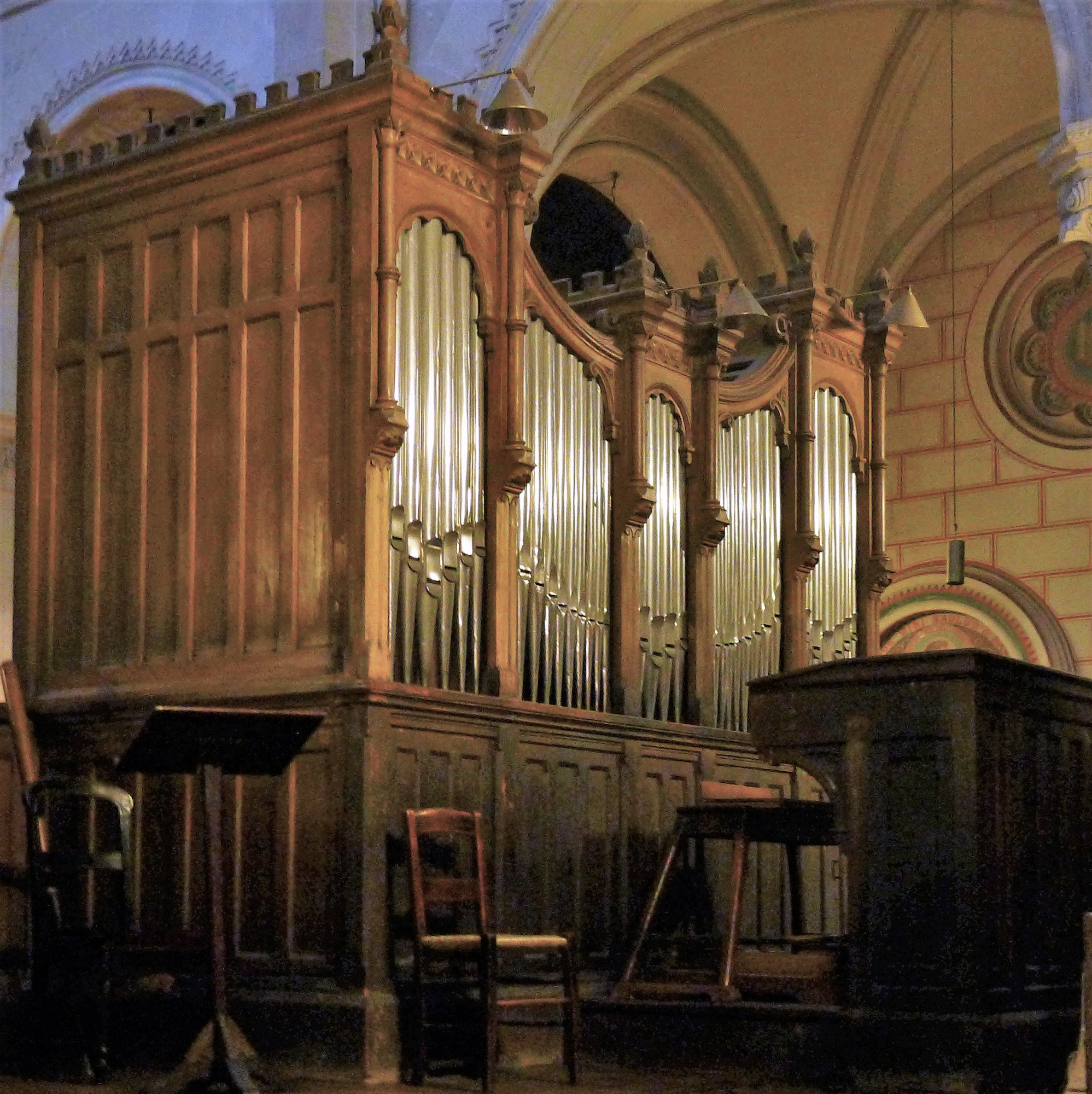
Orgue de chœur.
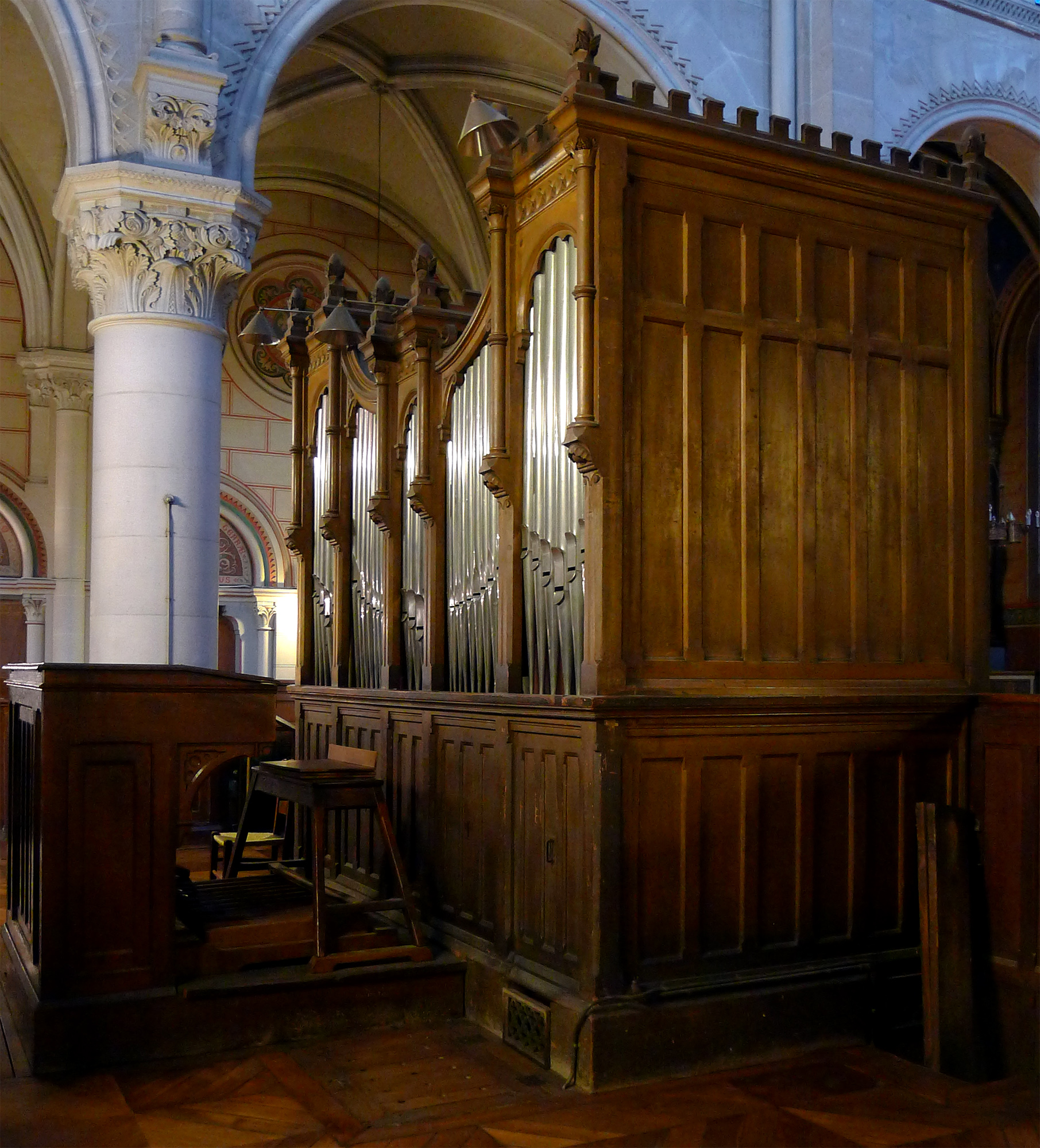
Idem.

### Les cloches
Les cloches au nombre de trois sont situées dans la tour de droite, sous une charpente en bois.
Baptisées sous les noms de Sainte Eugénie, Sainte Marie et Sainte Catherine, elles pèsent respectivement 1 650 kg, 1 100 kg et 816 kg.

## Curés
- 1802-1804 : Jean-Baptiste Marc Mireur, ancien curé de Clichy prit possession de sa nouvelle cure le 15 octobre 1815. Jean-Baptiste-Marc Mireur, quitte la cure le 15 octobre 1815 pour l'église Saint-Gilles de Bourg-la-Reine où il est nommé. Il y mourut le 26 octobre 1817. Prêtre du diocèse de Digne, né le 25 avril 1751 en l'ancienne ville épiscopale de Riez (Basses-Alpes), fut auparavant curé de l'église Saint-Martin de Palaiseau. En 1801 il avait rouvert la chapelle de l'abbaye-aux-Bois et l'avait restaurée à ses frais et s'attendait à y être nommé curé. Ses prédications d'alors ne furent pas sans quelques retentissement, mais leur caractère politique ne fut pas universellement goûté. Là sans doute , faut il  chercher la cause de sa déception. On reconnut pourtant son mérite et on lui donna l'importante cure de l'église Saint-Ambroise de Paris où il fut installé officiellement le 20 novembre 1802, bien qu'il eût commencé depuis le 13 juin précédent. Le 11 septembre 1804, il était autorisé à permuter avec le curé de l'église Saint-Médard de Clichy, ce qui n'était pas une promotion puisque cette paroisse était la paroisse la plus misérable du diocèse. En 1814 lors de l'invasion, Clichy fut occupé et pillé par les troupes alliées. En 1816 il reçut à titre de dédommagement de l'invasion étrangère la somme de 150 francs. À Saint-Ambroise, il eut pour vicaire l'ancien vicaire constitutionnel  de Bourg-la-Reine: Bernard Coste[17]

- Depuis 2020, le curé actuel est le père Pascal Nègre.

## Dans la littérature
Dans Dictionnaire superflu à l’usage de l’élite et des biens nantis (1985), Pierre Desproges écrit : « Ne me parler pas de l’église Saint-Ambroise ; quand je la croise, j’ai honte pour Dieu ».

### Article liés
- Quartier Saint-Ambroise
- Liste des édifices religieux de Paris
- Archidiocèse de Paris